# 1952
| [ Edytuj tabelę ]                                                | |
| Prezydent Polski                                                 | - 1947 Bolesław Bierut 1952 |
| Przewodniczący Rady Państwa                                      | - 1952 Aleksander Zawadzki 1964 |
| Premier Polski                                                   | - 1947 Józef Cyrankiewicz 1952 - 1952 Bolesław Bierut 1954 |
| Prezydent Polski na uchodźstwie                                  | - 1947 August Zaleski 1972 |
| Premier rządu RP na uchodźstwie                                  | - 1950 Roman Odzierzyński 1953 |
| Król Afganistanu                                                 | - 1933 Mohammad Zaher Szah 1973 |
| Premier Afganistanu                                              | - 1946 Szah Mahmud Chan 1953 |
| Przywódca Albanii                                                | - 1944 Enver Hoxha 1985 |
| Premier Albanii                                                  | - 1944 Enver Hoxha 1954 |
| Współksiążęta Andory                                             | - 1943 Ramón Iglesias i Navarri 1969 - 1946 Vincent Auriol 1954 |
| Król Arabii Saudyjskiej                                          | - 1932 Abd al-Aziz ibn Su’ud 1953 |
| Prezydent Argentyny                                              | - 1946 płk. Juan Perón 1955 |
| Premier Australii                                                | - 1949 Robert Menzies 1966 |
| Prezydent Austrii                                                | - 1951 Theodor Körner 1957 |
| Kanclerz Austrii                                                 | - 1945 Leopold Figl 1953 |
| Prezydent Birmy                                                  | - 1948 Sao Shwe Thaik 1952 - 1952 Ba U 1957 |
| Premier Birmy                                                    | - 1948 U Nu 1956 |
| Król Belgów                                                      | - 1951 Baudouin 1993 |
| Premier Belgii                                                   | - 1950 Joseph Pholien 1952 - 1952 Jean Van Houtte 1954 |
| Król Bhutanu                                                     | - 1926 Jigme Wangchuck 1952 - 1952 Jigme Dorji Wangchuck 1972 |
| Premier Bhutanu                                                  | - 1952 Jigme Palden Dorji 1964 |
| Prezydent Boliwii                                                | - 1951 Hugo Ballivián Rojas 1952 - 1952 Hernán Siles Zuazo 1952 - 1952 Víctor Paz Estenssoro 1956 |
| Prezydent Brazylii                                               | - 1951 Getúlio Vargas 1954 |
| Sułtan Brunei                                                    | - 1950 Omar Ali Saifuddien III 1967 |
| Przywódca Bułgarii                                               | - 1949 Wyłko Czerwenkow 1954 |
| Premier Bułgarii                                                 | - 1950 Wyłko Czerwenkow 1956 |
| Prezydent Chile                                                  | - 1946 Gabriel González Videla 1952 - 1952 Carlos Ibáñez del Campo 1958 |
| Przewodniczący ChRL                                              | - 1949 Mao Zedong 1959 |
| Premier Chin                                                     | - 1949 Zhou Enlai 1976 |
| Prezydent Czechosłowacji                                         | - 1948 Klement Gottwald 1953 |
| Premier Czechosłowacji                                           | - 1948 Antonín Zápotocký 1953 |
| Król Danii                                                       | - 1947 Fryderyk IX 1972 |
| Premier Danii                                                    | - 1950 Erik Eriksen 1953 |
| Dalajlama                                                        | - 1940 Tenzin Gjaco |
| Prezydent Dominikany                                             | - 1942 Rafael Trujillo 1952 - 1952 Héctor Trujillo 1960 |
| Władca Egiptu                                                    | - 1936 Faruk I 1952 - 1952 Fu’ad II 1953 |
| Premier Egiptu                                                   | - 1950 Mustafa an-Nahhas 1952 - 1952 Ali Mahir 1952 - 1952 Ahmad Nadżib Hilali Pasza 1952 - 1952 Husajn Sirri 1952 - 1952 Ahmad Nadżib Hilali Pasza 1952 - 1952 Ali Mahir 1952 - 1952 Muhammad Nadżib 1954 |
| Prezydent Ekwadoru                                               | - 1948 Galo Plaza Lasso 1952 - 1952 José María Velasco Ibarra 1956 |
| Cesarz Etiopii                                                   | - 1941 Hajle Syllasje 1974 |
| Premier Etiopii                                                  | - 1942 Mekonnyn Yndalkaczeu 1957 |
| Prezydent Filipin                                                | - 1948 Elpidio Quirino 1953 |
| Prezydent Finlandii                                              | - 1946 Juho Paasikivi 1956 |
| Premier Finlandii                                                | - 1950 Urho Kekkonen 1953 |
| Prezydent Francji                                                | - 1947 Vincent Auriol 1954 |
| Premier Francji                                                  | - 1951 René Pleven 1952 - 1952 Edgar Faure 1952 - 1952 Antoine Pinay 1953 |
| Król Grecji                                                      | - 1947 Paweł I 1964 |
| Premier Grecji                                                   | - 1951 Nikolaos Plastiras 1952 - 1952 Dimitrios Kiusopulos 1952 - 1952 Aleksandros Papagos 1955 |
| Prezydent Gwatemali                                              | - 1951 Jacobo Arbenz Guzmán 1954 |
| Prezydent Haiti                                                  | - 1950 Paul Magloire 1956 |
| Regent Hiszpanii                                                 | - 1947 Francisco Franco 1975 |
| Premier Hiszpanii                                                | - 1939 Francisco Franco 1973 |
| Król Holandii                                                    | - 1948 Juliana 1980 |
| Premier Holandii                                                 | - 1948 Willem Drees 1958 |
| Prezydent Hondurasu                                              | - 1949 Juan Manuel Gálvez Durón 1954 |
| Szach Iranu                                                      | - 1941 Mohammad Reza Pahlawi 1979 |
| Premier Iranu                                                    | - 1951 Mohammad Mosaddegh 1952 - 1952 Ahmad Ghawam 1952 - 1952 Mohammad Mosaddegh 1953 |
| Prezydent Indii                                                  | - 1950 Rajendra Prasad 1962 |
| Premier Indii                                                    | - 1947 Jawaharlal Nehru 1964 |
| Prezydent Indonezji                                              | - 1945 Sukarno 1967 |
| Prezydent Irlandii                                               | - 1945 Seán O’Kelly 1959 |
| Premier Irlandii                                                 | - 1951 Éamon de Valera 1954 |
| Prezydent Islandii                                               | - 1944 Sveinn Björnsson 1952 - 1952 Ásgeir Ásgeirsson 1968 |
| Premier Islandii                                                 | - 1950 Steingrímur Steinþórsson 1953 |
| Prezydent Izraela                                                | - 1948 Chaim Weizman 1952 - 1952 Josef Sprinzak (p.o.) 1952 - 1952 Jicchak Ben Cewi 1963 |
| Premier Izraela                                                  | - 1948 Dawid Ben Gurion 1954 |
| Cesarz Japonii                                                   | - 1926 Hirohito 1989 |
| Premier Japonii                                                  | - 1948 Shigeru Yoshida 1954 |
| Król Jordanii                                                    | - 1951 Talal 1952 - 1952 Husajn 1999 |
| Premier Jordanii                                                 | - 1951 Taufik Abu al-Huda 1953 |
| Prezydent Jugosławii                                             | - 1945 Ivan Ribar 1953 |
| Premier Jugosławii                                               | - 1945 Josip Broz Tito 1963 |
| Premier Kanady                                                   | - 1948 Louis St. Laurent 1957 |
| Prezydent Kolumbii                                               | - 1951 Roberto Udarneta Arbeláez 1953 |
| Patriarcha Konstantynopola                                       | - 1948 Atenagoras I 1972 |
| Prezydent Korei Południowej                                      | - 1948 Rhee Syng-man 1960 |
| Premier Korei Południowej                                        | - 1950 Chang Myon 1952 - 1951 Ho Chong (p.o.) 1952 - 1952 Yi Yun-yong (p.o.) 1952 - 1952 Chang Taek-sang 1952 - 1952 Paik Too-chin (p.o.) 1953                                                             |
| Premier KRLD                                                     | - 1948 Kim Il Sŏng 1972 |
| Prezydent Kostaryki                                              | - 1949 Otilio Ulate Blanco 1953 |
| Prezydent Kuby                                                   | - 1948 Carlos Prío Socarrás 1952 - 1952 Fulgencio Batista 1959 |
| Premier Kuby                                                     | - 1951 Óscar B. Gans 1952 - 1952 Fulgencio Batista 1952 |
| Król Laosu                                                       | - 1946 Sisavang Vong 1959 |
| Prezydent Libanu                                                 | - 1943 Biszara al-Churi 1952 - 1952 Fuad Szihab (p.o.) 1952 - 1952 Kamil Szamun 1958 |
| Premier Libanu                                                   | - 1951 Abd Allah al-Jafi 1952 - 1952 Sami as-Sulh 1952 - 1952 Nazim Akkari 1952 - 1952 Saëb Salam 1952 - 1952 Fuad Chehab (p.o.) 1952 - 1952 Chalid Szihab 1953                                            |
| Prezydent Liberii                                                | - 1944 William Tubman 1971 |
| Król Libii                                                       | - 1951 Idris I 1969 |
| Premier Libii                                                    | - 1951 Mahmud al-Muntasir 1954 |
| Książę Liechtensteinu                                            | - 1938 Franciszek Józef II 1989 |
| Premier Liechtensteinu                                           | - 1945 Alexander Frick 1962 |
| Premier Litwyna emigracji                                        | - 1940 Stasys Lozoraitis 1983 |
| Wielki książę Luksemburga                                        | - 1919 Szarlotta 1964 |
| Premier Luksemburga                                              | - 1937 Pierre Dupong 1953 |
| Premier Malty                                                    | - 1950 George Borg Olivier 1955 |
| Sułtan Maroka                                                    | - 1927 Muhammad V 1953 |
| Prezydent Meksyku                                                | - 1946 Miguel Alemán Valdés 1952 - 1952 Adolfo Ruiz Cortines 1958 |
| Książę Monako                                                    | - 1949 Rainier III 2005 |
| Minister stanu Monako                                            | - 1950 Pierre Voizard 1953 |
| Przewodniczący Prezydium Wielkiego Churału Państwowego Mongolii  | - 1951 Gonczigijn Bumcend 1953 |
| Premier Mongolii                                                 | - 1939 Chorlogijn Czojbalsan 1952 - 1952 Jumdżaagijn Cedenbal 1974 |
| Sekretarz generalny NATO                                         | - 1952 Hastings Lionel Ismay (Wielka Brytania) 1957 |
| Król Nepalu                                                      | - 1951 Tribhuvan 1955 |
| Premier Nepalu                                                   | - 1951 Matrika Prasad Koirala 1952 - 1952 urząd zniesiony 1953 |
| Prezydent Niemiec                                                | - 1949 Theodor Heuss 1959 |
| Kanclerz Niemiec                                                 | - 1949 Konrad Adenauer 1963 |
| Prezydent Nikaragui                                              | - 1950 Anastasio Somoza García 1956 |
| Król Norwegii                                                    | - 1905 Haakon VII 1957 |
| Premier Norwegii                                                 | - 1951 Oscar Torp 1955 |
| Premier Nowej Zelandii                                           | - 1949 Sidney Holland 1957 |
| Prezydent NRD                                                    | - 1949 Wilhelm Pieck 1960 |
| Premier NRD                                                      | - 1949 Otto Grotewohl 1964 |
| Sułtan Omanu                                                     | - 1932 Sa’id ibn Tajmur 1970 |
| Sekretarz generalny ONZ                                          | - 1946 Trygve Lie (Norwegia) 1952 |
| Król Pakistanu (tytularny)                                       | - 1947 Jerzy VI Windsor 1952 - 1952 Elżbieta II 1956 |
| Premier Pakistanu                                                | - 1951 Khawaja Nazimuddin 1953 |
| Prezydent Panamy                                                 | - 1951 Alcibíades Arosemena 1952 - 1952 José Antonio Remón Cantera 1955 |
| Papież                                                           | - 1939 Pius XII 1958 |
| Prezydent Paragwaju                                              | - 1949 Federico Chaves 1954 |
| Prezydent Peru                                                   | - 1948 Manuel A. Odría 1956 |
| Premier Południowej Afryki                                       | - 1948 Daniel Malan 1954 |
| Prezydent Portugalii                                             | - 1951 Francisco Craveiro Lopes 1958 |
| Premier Portugalii                                               | - 1932 António de Oliveira Salazar 1968 |
| Sekretarz generalny Rady Europy                                  | - 1949 Jacques Camille Paris (Francja) 1953 |
| Prezydent Rumunii                                                | - 1948 Constantin Parhon 1952 - 1952 Petru Groza 1958 |
| Premier Rumunii                                                  | - 1945 Petru Groza 1952 - 1952 Gheorghe Gheorghiu-Dej 1955 |
| Prezydent Salwadoru                                              | - 1950 Óscar Osorio 1956 |
| Kapitanowie regenci San Marino                                   | - 1951 Domenico Forcellini Giovanni Terenzi 1952 - 1952 Domenico Morganti Mariano Ceccoli 1952 - 1952 Arnaldo Para Eugenio Bernardini 1953                                                                 |
| Sekretarz Stanu do spraw Politycznych i Zagranicznych San Marino | - 1945 Gino Giacomini 1957 |
| Premier Sri Lanki                                                | - 1948 Don Stephen Senanayake 1952 - 1952 Dudley Shelton Senanayake 1953 |
| Prezydent Syrii                                                  | - 1951 Fauzi as-Silu 1953 |
| Premier Syrii                                                    | - 1951 Fauzi as-Silu 1953 |
| Prezydent Szwajcarii                                             | - 1952 Karl Kobelt 1952 |
| Król Szwecji                                                     | - 1950 Gustaw VI Adolf 1973 |
| Premier Szwecji                                                  | - 1946 Tage Erlander 1969 |
| Król Tajlandii                                                   | - 1946 Bhumibol Adulyadej 2016 |
| Premier Tajlandii                                                | - 1948 Plaek Pibulsongkram 1957 |
| Prezydent Tajwanu                                                | - 1950 Czang Kaj-szek 1975 |
| Król Tonga                                                       | - 1918 Salote Tupou III 1965 |
| Premier Tonga                                                    | - 1949 Taufaʻahau Tupou IV 1965 |
| Prezydent Turcji                                                 | - 1950 Celâl Bayar 1960 |
| Premier Turcji                                                   | - 1950 Adnan Menderes 1960 |
| Prezydent Urugwaju                                               | - 1951 Andres Martínez Trueba (p.o.) 1955 |
| Prezydent USA                                                    | - 1945 Harry Truman 1953 |
| Prezydent Wenezueli                                              | - 1950 Germán Suárez Flamerich 1952 - 1952 Marcos Pérez Jiménez 1958 |
| Prezydent Węgier                                                 | - 1950 Sándor Rónai 1952 - 1952 István Dobi 1967 |
| Premier Węgier                                                   | - 1948 István Dobi 1952 - 1952 Mátyás Rákosi 1953 |
| Monarcha Wielkiej Brytanii                                       | - 1936 Jerzy VI 1952 - 1952 Elżbieta II 2022 |
| Premier Wielkiej Brytanii                                        | - 1951 Winston Churchill 1955 |
| Prezydent Wietnamu Północnego                                    | - 1945 Hồ Chí Minh 1969 |
| Premier Wietnamu Północnego                                      | - 1945 Hồ Chí Minh 1955 |
| Premier Wietnamu Południowego                                    | - 1950 Trần Văn Hữu 1952 - 1952 Nguyễn Văn Tâm 1953 |
| Prezydent Włoch                                                  | - 1948 Luigi Einaudi 1955 |
| Premier Włoch                                                    | - 1945 Alcide De Gasperi 1953 |
| Przywódca ZSRR                                                   | - 1924 Józef Stalin 1953 |
| Premier ZSRR                                                     | - 1941 Józef Stalin 1953 |

Rok 1952 / MCMLII
stulecia: XIX wiek ~
XX wiek ~
XXI wiek

dziesięciolecia:
1920–1929 •
1930–1939 •
1940–1949 •
1950–1959
• 1960–1969
• 1970–1979
• 1980–1989

lata: 1942 «
1947 «
1948 «
1949 «
1950 «
1951 «
1952
» 1953
» 1954
» 1955
» 1956
» 1957
» 1962

## Wydarzenia w Polsce
- 2 stycznia – uruchomiono elektryczną linię kolejową Gdańsk Główny-Sopot Kamienny Potok.
- 28 stycznia – rozpoczęło działalność Archiwum Akt Nowych.
- 28 lutego – w więzieniu mokotowskim został stracony były gauleiter gdańskiego NSDAP i zbrodniarz nazistowski Albert Forster.
- 4 marca – 9 górników zginęło w wybuchu i pożarze w KWK Pstrowski w Zabrzu.
- 10 marca – dokonano oblotu szybowca SZD-9 Bocian.
- 14 marca – premiera filmu Młodość Chopina w reżyserii Aleksandra Forda.
- 28 marca – powstały Zakłady Samochodowe w Jelczu.
- 29 marca – powstała Wytwórnia Filmów Fabularnych we Wrocławiu.
- 2 kwietnia – ukazało się pierwsze wydanie tygodnika „Motor”.
- 5 kwietnia – podpisano polsko-radziecką umowę o budowie Pałacu Kultury i Nauki w Warszawie.
- 11 kwietnia – założono Port morski Elbląg.
- 16 kwietnia – gen. August Emil Fieldorf został skazany przez Sąd Wojewódzki w Warszawie na karę śmierci.
- 18 kwietnia – otwarto Mauzoleum Walki i Męczeństwa w Warszawie.
- 21 kwietnia – zatwierdzono projekt architektoniczny Pałacu Kultury i Nauki w Warszawie (PKiN).
- 24 kwietnia – wprowadzono obowiązkowe kontyngenty na mleko.
- 29 kwietnia – premiera filmu Gromada.
- 2 maja:
  - wprowadzono reglamentację mydła i proszków do prania.
  - rozpoczęto budowę Pałacu Kultury i Nauki (PKiN).
- 3 maja:
  - została nadana pierwsza audycja Radia Wolna Europa z Monachium w języku polskim.
  - Legionowo uzyskało prawa miejskie.
- 8 maja – biskupi polscy, zebrani w Krakowie, skierowali list do rządu PRL zawierający protest przeciwko szykanowaniu Kościoła i ingerencji w jego sprawy wewnętrzne. Krytyce poddano ograniczanie możliwości wydawania czasopism katolickich i wymuszanie na księżach ślubowań na wierność państwu.
- 12 maja – wprowadzono reglamentację cukru i słodyczy (dopuszczając jednocześnie wolną sprzedaż cukru po tzw. cenach komercyjnych).
- 14 maja – ustanowiono odznakę „Wzorowy Kierowca”.
- 10 czerwca – doszło do katastrofy bombowca Pe-2FT w Poznaniu.
- 27 czerwca – przez Rynek Główny w Krakowie przejechał ostatni tramwaj normalnotorowy.
- 1 lipca – powstała Gdańska Stocznia „Remontowa”.
- 20 lipca – Wawel Kraków pokonał Cracovię 5:1 w finale piłkarskiego Pucharu Zlotu Młodych Przodowników, rozegranym na warszawskim Stadionie Wojska Polskiego.
- 21 lipca – w stalinowskim „procesie komandorów” zapadły wyroki śmierci i dożywotniego więzienia.
- 22 lipca – uchwalono tzw. stalinowską konstytucję. Przyjęto m.in. nową nazwę państwa PRL, zniesiono urząd prezydenta, zastąpiony Radą Państwa. Po raz pierwszy w historii, ustanowiono Warszawę stolicą Polski.
- 20 września – powstało Polskie Radio Lublin.
- 24 września – rozpoczęło emisję Polskie Radio Rzeszów.
- 27 września – w Warszawie, Włodzimierz Kiełczewski ustanowił rekord Polski w biegu na 1500 m wynikiem 3:52,6 s.
- 13 października – założono reprezentacyjny zespół artystyczny ZHP Gawęda.
- 25 października – o godz. 19:00 doświadczalna stacja telewizyjna Instytutu Łączności nadała w Warszawie pierwszy 30-minutowy program telewizyjny (TVP).
- 26 października – odbyły się wybory parlamentarne.
- 20 listopada:
  - na swym inauguracyjnym posiedzeniu nowy Sejm dokonał wyboru składu Rady Państwa, utworzonej w miejsce zlikwidowanego urzędu prezydenckiego. Dotychczasowy prezydent Bolesław Bierut zastąpił Józefa Cyrankiewicza na stanowisku premiera.
  - ogłoszono amnestię.
- 25 listopada – powstała Grupa Beskidzka GOPR.
- 6 grudnia – otwarte zostało lodowisko w Nowym Targu z widownią, hokeiści Podhala rozgrywają z tej okazji mecz z Gwardią Kraków, który wygrywają 6:2.
- 12 grudnia – w Warszawie odbył się zorganizowany przez Ministerstwo Bezpieczeństwa Publicznego zjazd 1500 tzw. księży patriotów.
- Data dzienna nieznana:
  - Założono parafię rzymskokatolicką w Sośniach.

## Wydarzenia na świecie
- 8 stycznia – przyjęto konstytucję Jordanii.
- 9 stycznia – premier Izraela Dawid Ben Gurion wystąpił z orędziem w Knesecie, przedstawiając plan negocjacji z Niemcami Zachodnimi w sprawie rekompensat za Holocaust.
- 10 stycznia – premiera filmu Największe widowisko świata.
- 14 stycznia – na antenie amerykańskiej stacji NBC zadebiutował program Today, pierwszy na świecie magazyn telewizji śniadaniowej.
- 15 stycznia – Jean Van Houtte został premierem Belgii.
- 16 stycznia – w Meksyku utworzono stan Kalifornia Dolna.
- 18 stycznia – papież Pius XII w liście apostolskim Cupimus Imprimis potępił prześladowania katolików chińskich.
- 24 stycznia – Vincent Massey jako pierwszy Kanadyjczyk objął stanowisko gubernatora generalnego Kanady.
- 25 stycznia – po śmierci pierwszego prezydenta Islandii – Sveinna Björnssona – kompetencje prezydenta przejęli: premier, przewodniczący parlamentu i prezes Sądu Najwyższego.
- 26 stycznia – Jumdżaagijn Cedenbal został premierem Mongolii.
- 5 lutego – w Nowym Jorku na przejściach dla pieszych zamontowano pierwsze sygnalizatory świetlne z napisem „Don’t Walk” (Nie przechodź).
- 6 lutego – Elżbieta II wstąpiła na tron Wielkiej Brytanii.
- 14–25 lutego – odbyły się VI Zimowe Igrzyska Olimpijskie w Oslo.
- 18 lutego – Grecja i Turcja przystąpiły do paktu NATO.
- 21 lutego – 5 studentów zginęło w Dhace podczas demonstracji za nadaniem językowi bengalskiemu statusu języka urzędowego w Pakistanie Wschodnim (obecnie Bangladesz).
- 25 lutego – całkowite zaćmienie Słońca widoczne w Afryce i Azji.
- 26 lutego – Winston Churchill ogłosił, iż Wielka Brytania dysponuje bronią atomową.
- 29 lutego – wyspa Helgoland wróciła pod zarząd Niemiec.
- 7 marca – ukazało się pierwsze wydanie brytyjskiego magazynu New Musical Express.
- 10 marca – generał Fulgencio Batista dokonał przewrotu wojskowego i objął władzę na Kubie.
- 15 marca:
  - na francuskiej wyspie Reunion na Oceanie Indyjskim odnotowano rekordowy dobowy opad deszczu (1870 mm).
  - na torze w Sebring na Florydzie odbył się pierwszy wyścig samochodowy 12 Hours of Sebring.
- 16 marca – na Reunionie odnotowano najwyższy dobowy opad deszczu (1 870 mm).
- 18 marca – premiera pierwszej części przygód Don Camilla Mały światek Don Camilla z Fernandelem w roli głównej.
- 20 marca:
  - Senat Stanów Zjednoczonych ratyfikował układ pokojowy z Japonią.
  - w Holandii rozpoczęły się negocjacje między Izraelem a RFN, w sprawie wypłaty odszkodowań za Holocaust.
  - odbyła się 24. ceremonia wręczenia Oscarów.
- 21 marca:
  - wykonano ostatni wyrok śmierci w Holandii.
  - Kwame Nkrumah jako pierwszy Afrykanin na tym stanowisku w Afryce subsaharyjskiej został premierem brytyjskiej kolonii Złote Wybrzeże (obecnie Ghana).
- 27 marca – Sam Phillips założył w Memphis wytwórnię płytową Sun Records.
- 30 marca – w Paryżu reprezentacja Francji w piłce ręcznej mężczyzn przegrała w swym pierwszym, oficjalnym meczu z RFN 7:28.
- 5 kwietnia – w holenderskiej stoczni został zwodowany statek pasażerski TSS Stefan Batory.
- 9 kwietnia – samolot Japan Airlines Martin 202 rozbił się w pobliżu wulkanu Mihara podczas lotu z Tokio do Fukuoki; zginęło 37 osób.
- 11 kwietnia – w wyniku zamachu stanu w Boliwii władzę przejął Narodowy Ruch Rewolucyjny (MNR).
- 15 kwietnia – dokonano oblotu bombowca Boeing B-52 Stratofortress.
- 16 kwietnia – Víctor Paz Estenssoro objął urząd prezydenta Boliwii 5 dni po zamachu stanu dokonanym przez Narodowy Ruch Rewolucyjny (MNR).
- 17 kwietnia – w katastrofie samolotu Douglas DC-4 na Portoryko zginęły 52 osoby.
- 22 kwietnia – premiera sztuki Krzesła Eugène’a Ionesco.
- 23 kwietnia – otwarto częściowo odbudowaną po zniszczeniach wojennych katedrę św. Szczepana w Wiedniu.
- 25 kwietnia – w wyniku połączenia trzech dotychczasowych niemieckich krajów związkowych powstała Badenia-Wirtembergia.
- 26 kwietnia – Dania: w torfowisku na Jutlandii znaleziono dobrze zachowane zwłoki człowieka z Grauballe, datowane na rok 290 p.n.e.
- 27 kwietnia:
  - dokonano oblotu bombowca Tu-16.
  - powstała Szwajcarska Służba Ratownictwa Lotniczego (REGA).
- 28 kwietnia:
  - zakończyła się amerykańska okupacja Japonii.
  - w Tajpej podpisano traktat pokojowy między Republiką Chińską (Tajwanem) a Japonią.
- 29 kwietnia:
  - wszedł w życie podpisany w 1951 roku Pakt Bezpieczeństwa Pacyfiku (ANZUS).
  - wszedł do sprzedaży komputer IBM 701.
- 3 maja:
  - rozpoczęła nadawanie polska sekcja rozgłośni Radia Wolna Europa.
  - podpułkownik Joseph O. Fletcher i porucznik William P. Benedict z US Air Force wylądowali jako pierwsi samolotem (Douglas C-47 Skytrain) na biegunie północnym.
- 13 maja:
  - po raz pierwszy zebrała się Rajya Sabha, izba wyższa indyjskiego parlamentu.
  - została utworzona Australijska Tajna Służba Wywiadowcza (ASIS).
- 21 maja – makaki jawajskie Patricia i Mike zostały wyniesione amerykańską rakietą z serii Aerobee na wysokość 62 km i po 2–3 minutach w stanie nieważkości bezpiecznie sprowadzone na Ziemię.
- 27 maja – między Francją, Niemcami i krajami Beneluksu został zawarty układ tworzący Europejską Wspólnotę Obronną (EWO).
- 28 maja – Greczynki uzyskały prawa wyborcze.
- 31 maja:
  - przekopano Kanał Wołga-Don.
  - otwarto największy holenderski park rozrywki Efteling koło Tilburga.
- 2 czerwca – Gheorghe Gheorghiu-Dej został premierem Rumunii.
- 3 czerwca – dokonano oblotu radzieckiego śmigłowca Mi-4.
- 15 czerwca – Krystyna Skarbkówna, była agentka brytyjskiej tajnej służby SOE została zamordowana przez odtrąconego wielbiciela.
- 24 czerwca – ukazało się pierwsze wydanie niemieckiego tabloidu Bild.
- 28 czerwca – w Long Beach w Kalifornii odbył się pierwszy konkurs Miss Universe.
- 3 lipca – dokonano oblotu śmigłowca Jak-24.
- 6 lipca – zlikwidowano komunikację tramwajową w Londynie.
- 7 lipca – amerykański transatlantyk SS „United States” zdobył Błękitną Wstęgę Atlantyku.
- 19 lipca – w Helsinkach rozpoczęły się XVI Letnie Igrzyska Olimpijskie.
- 21 lipca – w trzęsieniu ziemi w Kalifornii zginęło 14 osób, 18 zostało rannych.
- 23 lipca:
  - wszedł w życie traktat o utworzeniu Europejskiej Wspólnoty Węgla i Stali (EWWiS).
  - młodzi oficerowie egipscy pod wodzą Muhammada Nadżiba i Gamala Abdela Nasera dokonali zamachu stanu, który doprowadził do obalenia króla Faruka I.
- 24 lipca – w Helsinkach, Australijka Shirley Strickland ustanowiła rekord świata w biegu na 80 m ppł. wynikiem 10,9 s.
- 25 lipca:
  - uchwalono konstytucję Portoryko.
  - w Helsinkach, Australijka Marjorie Jackson ustanowiła rekord świata w biegu na 200 m wynikiem 23,4 s.
- 27 lipca – nowo otwarty, zbudowany rękami więźniów politycznych Kanał Wołga-Don nazwano imieniem Lenina, a przy pierwszej śluzie odsłonięto pomnik Stalina.
- 11 sierpnia – Husajn ibn Talal został królem Jordanii zastępując odsuniętego z powodu choroby umysłowej ojca Talala ibn Abdullaha.
- 12 sierpnia – ZSRR: egzekucja najwybitniejszych pisarzy tworzących w języku jidysz, oskarżonych o nacjonalizm żydowski.
- 13 sierpnia – Japonia przystąpiła do Międzynarodowego Funduszu Walutowego.
- 14 sierpnia – RFN przystąpiła do Międzynarodowego Funduszu Walutowego.
- 27 sierpnia:
  - RFN uzgodnił z Izraelem wysokość odszkodowań wojennych na 3 mld marek niemieckich.
  - w Londynie zaprezentowano pierwszy telefon z ekranem – wideofon.
- 30 sierpnia – Finlandia zapłaciła ostatnią transzę reparacji wojennych dla Związku Radzieckiego.
- 10 września – w Luksemburgu kanclerz Konrad Adenauer i minister spraw zagranicznych Mosze Szaret podpisali niemiecko-izraelski układ o odszkodowaniach dla ofiar holocaustu.
- 24 września – na Pacyfiku, podczas badania erupcji podmorskiego wulkanu, został wciągnięty pod powierzchnię japoński statek badawczy Kaiyo Maru 5. Zginęło 31 członków załogi.
- 28 września – dokonano oblotu francuskiego samolotu myśliwsko-bombowego Dassault MD 454 Mystère IV.
- 3 października – Brytyjczycy przeprowadzili pierwsze testy z bronią jądrową.
- 4 października – w Gifu, Australijka Marjorie Jackson ustanowiła rekord świata w biegu na 100 m wynikiem 11,4 s.
- 7 października – Girard Feissel otrzymał amerykański patent na kod kreskowy.
- 8 października – w zderzeniu pociągów na dworcu Harrow and Wealdstone w Londynie zginęło 112 osób.
- 23 października:
  - zachodnioniemiecki Federalny Trybunał Konstytucyjny zdelegalizował neonazistowską Socjalistyczną Partię Rzeszy.
  - premiera filmu Światła rampy.
- 28 października – dokonano oblotu bombowca Douglas A-3 Skywarrior.
- 31 października – w Boliwii wydano dekret o nacjonalizacji kopalni.
- 1 listopada – eksplozja pierwszej amerykańskiej bomby wodorowej na atolu Enewetak.
- 4 listopada:
  - republikanin Dwight D. Eisenhower w wyborach prezydenckich pokonuje demokratę Adlaia Stevensona.
  - wejście w życie regulacji prawnych powołujących NSA, główną amerykańską agencję wywiadu elektronicznego.
- 5 listopada – Na Kamczatce wystąpiło, najpotężniejsze w historii Rosji, trzęsienie ziemi o magnitudzie 9,0, które wywołało falę tsunami.
- 10 listopada – Norweg Trygve Lie zrezygnował z funkcji sekretarza generalnego ONZ.
- 12 listopada – dokonano oblotu samolotu bombowego Tu-95.
- 25 listopada – w Londynie odbyła się premiera sztuki A. Christie Pułapka na myszy, najdłużej bez przerwy wystawianej sztuki na świecie.
- 27 listopada – we Lwowie uruchomiono komunikację trolejbusową.
- 2 grudnia – I wojna indochińska: zwycięstwo wojsk francuskich w bitwie pod Nà Sản.
- 4 grudnia – dokonano oblotu amerykańskiego samolotu patrolowego Grumman S-2 Tracker.
- 5–9 grudnia – nad Londynem utworzył się wielki smog, który spowodował śmierć około 12 tys. osób.
- 8 grudnia – Jicchak Ben Cewi został prezydentem Izraela.
- 22 grudnia – Senat Stanów Zjednoczonych ogłosił raport w sprawie Katynia.
- 25 grudnia – rozpoczął emisję pierwszy program niemieckiej telewizji publicznej Das Erste.

## Urodzili się
- 1 stycznia:
  - Franciszek Adamczyk, polski polityk, poseł na Sejm III kadencji, senator VI kadencji
  - Bożena Adamek, polska aktorka
  - Marta Fox, polska pisarka
  - Mieczysław Woźniak, polski żużlowiec, trener
  - Robert Beugré Mambé, iworyjski polityk
- 2 stycznia:
  - Indulis Emsis, łotewski biolog, polityk, premier Łotwy
  - Józef Łyczak, polski rolnik, samorządowiec, polityk, senator RP
  - Ewa Paczoska, polska profesor historii literatury polskiej, poetka i piosenkarka
  - Elwira Saadi, uzbecka gimnastyczka, trenerka
- 3 stycznia:
  - Esperanza Aguirre, hiszpańska polityk
  - Artur Balazs, polski rolnik, polityk, minister rolnictwa i rozwoju wsi
  - Gianfranco Fini, włoski polityk
- 4 stycznia:
  - Helena Budzisz, polska polityk, poseł na Sejm PRL
  - Alfonsas Eidintas, litewski historyk, dyplomata
  - Édouard Fritch, polityk z Polinezji Francuskiej, prezydent
  - Jan Maścianica, polski polityk, samorządowiec
  - Juan Andrés Naranjo Escobar, hiszpański polityk, eurodeputowany
  - Cécile Pozzo di Borgo, francuska polityk
  - Henryk Zaguła, polski samorządowiec, prezydent Dąbrowy Górniczej
- 5 stycznia:
  - Aleksander Dyl, polski operator filmowy
  - Uli Hoeneß, niemiecki piłkarz, działacz piłkarski
  - Michèle Jacot, francuska narciarka alpejska
- 6 stycznia:
  - Jesús María Cizaurre Berdonces, hiszpański duchowny katolicki, biskup Bragança do Pará
  - Douglas Deshotel, amerykański duchowny katolicki
  - Herman Portocarero, belgijski pisarz, dyplomata
  - Frank Sivero, amerykański aktor pochodzenia włoskiego
  - Urszula Soszka, polska lekkoatletka, sprinterka
- 7 stycznia:
  - Waldemar Jan Dziak, polski politolog, pisarz (zm. 2019)
  - Giuliano Ferrara, włoski publicysta, polityk
  - Sammo Hung, hongkoński aktor, reżyser i producent filmowy
- 8 stycznia:
  - Charlie Bass, amerykański polityk
  - Jerzy Bayer, polski orientalista, dyplomata
  - Wałerij Bermudes, ukraiński piłkarz, trener pochodzenia hiszpańskiego
  - Raman Karop, białoruski lekarz, polityk
- 9 stycznia – Marek Belka, premier Polski
- 10 stycznia:
  - Janina Kraus, polska polityk, poseł na Sejm RP
  - Ołeh Romanyszyn, ukraiński szachista
  - Gerhard Schöne, niemiecki piosenkarz
- 11 stycznia:
  - Diana Gabaldon, amerykańska pisarka
  - Piotr Prieto, hiszpański duchowny katolicki
  - Lee Ritenour, amerykański gitarzysta, członek zespołu Fourplay
- 12 stycznia:
  - Zehrudin Dokle, albański aktor, reżyser teatralny i filmowy
  - Ramón Fagoaga, salwadorski piłkarz
  - Walter Mosley, amerykański pisarz
  - Alina Pienkowska, polska działaczka opozycji antykomunistycznej, polityk, senator RP (zm. 2002)
  - Campy Russell, amerykański koszykarz
  - John Walker, nowozelandzki lekkoatleta, średniodystansowiec
- 13 stycznia:
  - Krzysztof Górecki, polski aktor
  - Apolonia Klepacz, polska polityk, senator RP
  - John Lee Hooker Jr., amerykański muzyk bluesowy
  - Renate Siebach, niemiecka lekkoatletka, sprinterka
  - Lucius Iwejuru Ugorji, nigeryjski duchowny katolicki, biskup Umuahii
- 14 stycznia:
  - Mihai Boțilă, rumuński zapaśnik
  - Michele Castoro, włoski duchowny katolicki, arcybiskup Manfredonia-Vieste-San Giovanni Rotondo (zm. 2018)
  - Leonardo Cuéllar, meksykański piłkarz, trener
  - Konstandinos Josifidis, grecki piłkarz, trener
  - Călin Popescu-Tăriceanu, rumuński polityk, premier Rumunii
  - Teitur Þórðarson, islandzki piłkarz, trener
- 15 stycznia:
  - Boris Blank, szwajcarski muzyk, członek duetu Yello
  - Andrzej Fischer, polski piłkarz, bramkarz (zm. 2018)
  - Tatsuhiko Seta, japoński piłkarz, bramkarz
- 16 stycznia:
  - Fu’ad II, król Egiptu
  - Piercarlo Ghinzani, włoski kierowca wyścigowy
  - Jicchak Josef, izraelski rabin
  - Kazimierz Nowak, polski polityk, poseł na Sejm I, II i III kadencji (zm. 1998)
  - Andriej Zubow, rosyjski historyk, religioznawca
- 17 stycznia:
  - Sławomir Kulpowicz, polski pianista jazzowy (zm. 2008)
  - Kevin Reynolds, amerykański reżyser i scenarzysta filmowy
  - Ryūichi Sakamoto, japoński muzyk (zm. 2023)
- 18 stycznia:
  - Michael Behe, amerykański biochemik, biolog molekularny
  - Zbigniew Meres, polski strażak, nadbrygadier, komendant główny Państwowej Straży Pożarnej, polityk, senator RP (zm. 2023)
  - R. Stevie Moore, amerykański piosenkarz, muzyk, kompozytor
  - Wim Rijsbergen, holenderski piłkarz, trener
  - Aleksandra Wiktorow, polska ekonomistka, polityk, wiceminister pracy, prezes ZUS
- 19 stycznia:
  - Dominic Lieven, brytyjski historyk pochodzenia niemiecko-bałtyckiego
  - Helen Mack Chang, gwatemalska działaczka na rzecz praw człowieka, bizneswoman pochodzenia chińskiego
  - Jeremi Mordasewicz, polski przedsiębiorca, inżynier, działacz gospodarczy
- 20 stycznia:
  - Irina Allegrowa, rosyjska piosenkarka, aktorka
  - Władimir Chotinienko, rosyjski aktor, reżyser i scenarzysta filmowy
  - Ute Hommola, niemiecka lekkoatletka, oszczepniczka
  - Henryk Olszewski, polski trener lekkoatletki
  - Paul Stanley, amerykański muzyk, wokalista, członek zespołu Kiss
  - Wyłczo Stoew, bułgarski lekkoatleta, kulomiot
  - Dave Fennoy, amerykański aktor głosowy w grach wideo, filmach oraz programach telewizyjnych
- 22 stycznia:
  - Andranik Adamian, ormiański piłkarz, trener
  - Helena Fliśnik, polska lekkoatletka, sprinterka (zm. 1999)
  - Maciej Musiał, polski polityk, wojewoda wielkopolski
  - Carlos Robledo Puch, argentyński seryjny morderca
- 23 stycznia:
  - Andrzej Jajszczyk, polski naukowiec
  - Henrique Mecking, brazylijski szachista
  - Frans Thijssen, holenderski piłkarz, trener
- 24 stycznia:
  - Raymond Domenech, francuski piłkarz, trener
  - Fausto Gaibor García, ekwadorski duchowny katolicki, biskup Tulcán (zm. 2021)
- 25 stycznia:
  - Wiera Bryndziej, ukraińska łyżwiarka szybka
  - Henrik Høegh, duński polityk
  - Mike McLeod, brytyjski lekkoatleta, długodystansowiec
  - Whit Stillman, amerykański reżyser i scenarzysta filmowy
  - Peter Tatchell, brytyjski polityk, dziennikarz, obrońca praw człowieka pochodzenia australijskiego
- 26 stycznia:
  - Marta Berowska, polska poetka
  - Eugeniusz Dębski, polski pisarz fantastyki naukowej
  - Tom Henderson, amerykański koszykarz
  - Jim Platt, północnoirlandzki piłkarz, bramkarz
- 27 stycznia:
  - Veronica Burton, brytyjska tenisistka
  - Vytautas Kvietkauskas, litewski dziennikarz i polityk
  - Calogero La Piana, włoski duchowny katolicki, arcybiskup Messyny
  - Marcin Roszkowski, polski lekarz neurochirurg
  - Ernestyna Winnicka, polska aktorka
- 28 stycznia:
  - Urszula Bartkiewicz, polska klawesynistka
  - Fernand Cheri, amerykański duchowny katolicki, biskup pomocniczy Nowego Orleanu (zm. 2023)
  - Ryszard Dreger, polski aktor, reżyser teatralny i filmowy
  - Cándido Méndez, hiszpański związkowiec
  - Anna Onichimowska, polska pisarka, poetka, scenarzystka
  - Otni’el Szneller, izraelski polityk
- 30 stycznia:
  - Lorenz-Günther Köstner, niemiecki piłkarz, trener
  - Sean Russell, kanadyjski pisarz
  - Ryszard Tylman, polski poeta, eseista, tłumacz, malarz
  - Gerhard Weisenberger, niemiecki zapaśnik (zm. 2024)
- 31 stycznia:
  - Jerzy Czuraj, polski malarz, muzyk, scenograf, aktor, realizator przedstawień teatralnych (zm. 2009)
  - Leslie Lemke, amerykański sawant, muzyk
  - Echiko Maeda, japońska siatkarka
- 1 lutego:
  - Zbigniew Burzyński, polski samorządowiec, prezydent Kutna (zm. 2025)
  - Wacław Strażewicz, polski polityk, senator, starosta giżycki
  - Stefan Tandecki, polski kontradmirał
  - Roger Tsien, amerykański biochemik pochodzenia chińskiego, laureat Nagrody Nobla (zm. 2016)
- 2 lutego:
  - Jeff Archibald, nowozelandzki hokeista na trawie
  - John Cornyn, amerykański polityk, senator ze stanu Teksas
  - Luis Albeiro Cortés Rendón, kolumbijski duchowny katolicki, biskup Vélez, biskup pomocniczy Pereira (zm. 2022)
  - Fernando Morena, urugwajski piłkarz, trener
  - Ralph Merkle, amerykański informatyk, kryptolog
  - Park Geun-hye, południowokoreańska polityk, prezydent Korei Południowej
- 3 lutego:
  - Józef Maciej Fiszer, polski politolog i historyk
  - Andrzej Łuczycki, polski ekonomista, polityk, senator RP
  - Teresa Rzepa, polska psycholog
  - Marek Żyliński, polski polityk, samorządowiec, poseł na Sejm RP, burmistrz Zalewa (zm. 2024)
- 4 lutego:
  - Wojciech Błasiak, polski socjolog, polityk, poseł na Sejm II kadencji
  - Arkadiusz Godel, polski florecista
  - Jenny Shipley, nowozelandzka polityk, premier Nowej Zelandii
  - Andrzej Strzelecki, polski aktor, reżyser teatralny, satyryk (zm. 2020)
- 5 lutego:
  - Stanisław Cybula, polski samorządowiec, starosta powiatu drawskiego
  - Jerzy Czepułkowski, polski polityk (zm. 2020)
  - José Javier Travieso Martín, hiszpański duchowny katolicki, wikariusz apostolski San José de Amazonas
- 6 lutego:
  - Charles Goerens, luksemburski polityk
  - Ricardo La Volpe, meksykański piłkarz, bramkarz, trener pochodzenia argentyńskiego
- 7 lutego:
  - Anna Czajka, polska kulturoznawczyni, filozof
  - John Hickenlooper, amerykański polityk, gubernator Kolorado
  - Aleksander Machalica, polski aktor
  - Vasco Rossi, włoski piosenkarz
- 8 lutego:
  - Mustapha Dahleb, algierski piłkarz
  - Antoni Tyczka, polski polityk, poseł na Sejm III kadencji
- 9 lutego:
  - Jerzy Żytkowski, polski koszykarz
  - Phil Crump, australijski żużlowiec
  - José Luis Cruz, honduraski piłkarz (zm. 2021)
  - Julio Velasco, argentyński siatkarz, trener
- 10 lutego:
  - Frank Bsirske, niemiecki związkowiec, polityk
  - Dumitru Diacov, mołdawski dziennikarz, polityk
  - Lee Hsien Loong, singapurski polityk, premier Singapuru
  - Marco Aurélio Moreira, brazylijski piłkarz, trener
  - Martin Kivuva Musonde, kenijski duchowny katolicki, arcybiskup metropolita Mombasy
  - Anna Pawlusiak, polska biegaczka narciarska
- 11 lutego:
  - Grażyna Halkiewicz-Sojak, polska historyk literatury
  - Mona Hatoum, palestyńska artystka wideo, rzeźbiarka, autorka instalacji
  - Jānis Lauris, łotewski lekkoatleta, tyczkarz (zm. 2011)
  - Jim O’Brien, amerykański trener koszykówki
  - Denise Ramsden, brytyjska lekkoatletka, sprinterka (zm. 2003)
  - Paulino Rivero, hiszpański polityk, prezydent Wysp Kanaryjskich
- 12 lutego:
  - Gilberto Gómez González, hiszpański duchowny katolicki, biskup Abancay w Peru
  - Henryk Janasek, polski polityk, poseł na Sejm RP
  - Tadeusz Kopacz, polski samorządowiec, polityk, senator RP (zm. 2012)
  - Salvador Pineda, meksykański aktor
  - Henry Rono, kenijski lekkoatleta, długodystansowiec (zm. 2024)
- 13 lutego:
  - Zoran Đorđević, serbski trener piłkarski
  - Freddy Maertens, belgijski kolarz szosowy
- 14 lutego:
  - Hans Backe, szwedzki piłkarz, trener
  - Bożenna Bukiewicz, polska polityk, poseł na Sejm RP
  - Józef Frączek, polski nauczyciel, polityk, poseł na Sejm I kadencji, senator III i IV kadencji
  - Dieter Gebhard, niemiecki bobsleista
  - Andrzej Kudelski, polski zapaśnik, trener
  - Sushma Swaraj, indyjska polityk (zm. 2019)
- 15 lutego:
  - George Antonysamy, indyjski duchowny katolicki, arcybiskup Madrasu i Myliaporu
  - Andrzej Gąsienica-Makowski, polski polityk, starosta tatrzański, poseł na Sejm I i II kadencji
  - Paweł Pitera, polski reżyser filmów fabularnych i dokumentalnych, scenarzysta, tłumacz
  - Nikołaj Sorokin, rosyjski aktor (zm. 2013)
  - Michel Talagrand, francuski matematyk
- 16 lutego:
  - Edward Korfanty, polski szermierz, trener
  - Iwo Papazow, bułgarski klarnecista pochodzenia romskiego
- 17 lutego:
  - Józef Bergier, polski polityk (zm. 2019)
  - Karin Büttner-Janz, niemiecka gimnastyczka
  - Reinaldo del Prette Lissot, wenezuelski duchowny katolicki, arcybiskup Valencii (zm. 2022)
  - Randy Forbes, amerykański polityk
  - Andrzej Gałła, polski aktor, reżyser teatralny
  - Armando Antonio Ortiz Aguirre, meksykański duchowny katolicki, biskup Ciudad Lázaro Cárdenas
  - Jolanta Szadkowska, polska lekkoatletka, wieloboistka
- 18 lutego:
  - Efva Attling, szwedzka piosenkarka, projektantka biżuterii
  - Randy Crawford, amerykańska wokalistka jazzowa i R&B
  - Ryszard Doman, polski matematyk i ekonomista, profesor nauk ekonomicznych
  - Ulrich Eicke, niemiecki kajakarz, kanadyjkarz
  - Małgorzata Kawalska, polska wioślarka
  - Henk Mudge, namibijski inżynier, polityk
  - Juice Newton(inne języki), amerykańska piosenkarka
  - Johann Schneider-Ammann, szwajcarski polityk
  - Bogusław Wąs, polski elektromechanik, polityk, poseł na Sejm RP
- 19 lutego:
  - Ryū Murakami, japoński pisarz, reżyser filmowy
  - Rodolfo Neri Vela, meksykański fizyk, astronauta
  - Paweł (Ponomariow), rosyjski biskup prawosławny, egzarcha białoruski
  - Amy Tan, amerykańska pisarka pochodzenia chińskiego
  - Danilo Türk, słoweński prawnik, polityk, prezydent Słowenii
- 20 lutego:
  - Abdalá Bucaram Ortiz, ekwadorski lekkoatleta, sprinter, prawnik, polityk, prezydent Ekwadoru
  - Janusz Janeczek, polski geolog, wykładowca akademicki
  - Petra Wadström, szwedzka bizneswoman, wynalazczyni
- 21 lutego:
  - Jean-Jacques Burnel, brytyjski basista, wokalista, kompozytor, członek zespołu The Stranglers pochodzenia francuskiego
  - Adam Galant, polski lekkoatleta, płotkarz
  - Bogdan Koca, polski aktor, reżyser, pisarz, kompozytor
  - Igor Lewitin, rosyjski inżynier, wojskowy, polityk
  - Akın Öztürk, turecki generał pilot
  - Kimmo Sasi, fiński prawnik, polityk (zm. 2025)
  - Jeff Shaara, amerykański pisarz, przedsiębiorca
  - Mari Yokō, japońska aktorka
  - T.R. Zeliang, indyjski polityk
- 22 lutego:
  - Bill Frist, amerykański polityk, senator ze stanu Tennessee
  - Khadga Prasad Sharma Oli, nepalski polityk, premier Nepalu
  - James Tarjan, amerykański szachista
  - Thomas Wessinghage, niemiecki lekkoatleta, średnio- i długodystansowiec
- 23 lutego:
  - Károly Csapó, węgierski piłkarz
  - Brad Whitford, amerykański gitarzysta, kompozytor, członek zespołu Aerosmith
- 24 lutego:
  - Anna Aksamit, polska polityk, senator RP
  - Tommy Burleson, amerykański koszykarz
  - Grzegorz Musiał, polski okulista, poeta, prozaik, tłumacz
  - Jadwiga Rappé, polska śpiewaczka operowa (alt) (zm. 2025)
- 25 lutego:
  - Gerhard Lauke, niemiecki kolarz szosowy
  - Jerzy Wojtowicz, polski malarz
  - Swetła Złatewa, bułgarska lekkoatletka, sprinterka i biegaczka średniodystansowa
- 26 lutego:
  - Jacinto Inácio Flach, brazylijski duchowny katolicki, biskup Criciúmy
  - Ludmiła Masłakowa, rosyjska lekkoatletka, sprinterka
- 28 lutego – Marek Szkudło, polski duchowny katolicki, biskup pomocniczy katowicki
- 29 lutego:
  - Tim Powers, amerykański pisarz fantastyki
  - Hermann Schützenhöfer, austriacki polityk, gubernator Styrii
- 1 marca:
  - Nevada Barr, amerykańska pisarka
  - Grażyna Krzanowska, polska kompozytorka, pedagog
  - Martin O’Neill, północnoirlandzki piłkarz, trener
  - Kazimierz Pałasz, polski polityk, samorządowiec, prezydent Konina
  - Brian Winters, amerykański koszykarz, trener
- 2 marca:
  - John Altman, brytyjski aktor
  - Laraine Newman, amerykańska aktorka
  - Siergiej Stiepaszyn, rosyjski polityk, premier Rosji
- 3 marca:
  - Wolfgang Kubicki, niemiecki prawnik, polityk
  - Jerzy Reiser, polski poeta, piosenkarz, gitarzysta, autor tekstów, kompozytor (zm. 2007)
- 4 marca:
  - Ronn Moss, amerykański aktor, piosenkarz
  - Umberto Tozzi, włoski piosenkarz
- 5 marca:
  - Rodrigo Aguilar Martínez, meksykański duchowny katolicki, biskup San Cristóbal de Las Casas
  - Nouria Benghabrit-Remaoun, algierska socjolożka i polityczka
  - Alan Clark, brytyjski muzyk, członek zespołu Dire Straits
  - Robin Hobb, amerykańska pisarka science fiction i fantasy
  - Jurij Kucenko, rosyjski lekkoatleta, wieloboista (zm. 2018)
  - Noriko Matsuda, japońska siatkarka
  - Isatou Njie-Saidy, gambijska polityk, wiceprezydent Gambii
  - Fernando da Piedade Dias dos Santos, angolski polityk, premier i wiceprezydent Angoli
- 6 marca:
  - András Botos, węgierski bokser
  - Helena Lehečková, czeska językoznawczyni, pisarka, tłumacz
  - Zbigniew Zbikowski, polski dziennikarz, pisarz
- 7 marca:
  - Aleksandr Jelizarow, rosyjski biathlonista
  - Edward Klejndinst, polski trener piłkarski
  - Dominique Mamberti, francuski duchowny katolicki, kardynał
- 8 marca:
  - George Allen, amerykański polityk, senator ze stanu Wirginia
  - Wojciech Sokołowski, polski polityk
- 9 marca:
  - Nuno Crato, portugalski matematyk, wykładowca akademicki
  - Pietro Maria Fragnelli, włoski duchowny katolicki, biskup Trapani
  - Amir Perec, izraelski polityk
  - Alexandru Sătmăreanu, rumuński piłkarz
  - Uļjana Semjonova, łotewska koszykarka
  - Antoni Walerych, polski rzeźbiarz, malarz, artysta współczesny (zm. 2017)
- 10 marca:
  - Janusz Byliński, polski polityk, minister rolnictwa i gospodarki żywnościowej
  - Jan Legierski, polski kombinator norweski
  - Giovanni Maria Vian, włoski profesor filologii patrystycznej, dziennikarz
  - Jürgen Wiefel, niemiecki strzelec sportowy
- 11 marca:
  - Douglas Adams, brytyjski pisarz (zm. 2001)
  - James Fleet, brytyjski aktor
  - Jacek Kuźnicki, polski neurobiolog
  - Ricardo Martinelli, panamski polityk, prezydent Panamy
- 12 marca:
  - Nadka Gołczewa, bułgarska koszykarka
  - Alberto Jorge, portugalski kontrabasista jazzowy
  - Yasuhiko Okudera, japoński piłkarz, trener
  - José Javier Pomés Ruiz, hiszpański prawnik, polityk, eurodeputowany
  - Ain Seppik, estoński prawnik, polityk
- 13 marca:
  - Tadeusz Deszkiewicz, polski dziennikarz, publicysta, krytyk muzyczny, działacz społeczny
  - Wolfgang Rihm, niemiecki kompozytor i pedagog (zm. 2024)
- 14 marca:
  - Wojciech Belon, polski poeta, kompozytor wokalista, członek zespołu Wolna Grupa Bukowina (zm. 1985)
  - Martin Dempsey, amerykański generał
  - Marek Dul, polski inżynier, samorządowiec, prezydent Dąbrowy Górniczej (zm. 2025)
  - Zoja Iwanowa, kazachska lekkoatletka, maratonka
  - Józef Iwulski, polski prawnik
  - Tadeusz Sawa-Borysławski, polski architekt, grafik, autor instalacji, nauczyciel akademicki
- 15 marca:
  - Tony Abatemarco, amerykański aktor
  - Andrzej Grabowski, polski aktor, wokalista
  - Tetiana Proroczenko, ukraińska lekkoatletka, sprinterka (zm. 2020)
  - Willy Puchner, austriacki fotograf, rysownik
- 16 marca:
  - Alice Hoffman, amerykańska pisarka
  - Marek Markiewicz, polski adwokat, dziennikarz, polityk, poseł na Sejm RP
  - Adam Olejniczak, polski prawnik
  - Roman Słowiński, polski naukowiec
  - Mohammad Sadeghi, irański piłkarz
- 17 marca:
  - Adam Dziki, polski lekarz
  - Jacek Zwoźniak, polski piosenkarz i artysta kabaretowy (zm. 1989)
- 18 marca:
  - Marek Kossakowski, polski dziennikarz, działacz społeczny, polityk Zielonych
  - Jurij Wynnyczuk, ukraiński pisarz, językoznawca, dziennikarz
  - Salome Zurabiszwili, gruzińska polityk
- 19 marca:
  - Joseph Borg, maltański prawnik, polityk
  - Józef Dębowski, polski filozof
  - Jörg Pfeifer, niemiecki lekkoatleta, sprinter
  - Ole Rasmussen, duński piłkarz
  - Lars-Erik Skiöld, szwedzki zapaśnik (zm. 2017)
  - Joseph Urusemal, mikronezyjski polityk, prezydent Mikronezji
  - Harvey Weinstein, amerykański producent filmowy
- 20 marca:
  - Geoff Brabham, australijski kierowca wyścigowy
  - Mario Antonio Cargnello, argentyński duchowny, arcybiskup Salty
  - René Verheyen, belgijski piłkarz, trener
  - Barbara Zięba, polska gimnastyczka
- 21 marca:
  - Edmond Budina, albański aktor, reżyser teatralny i filmowy
  - Alfredo Escalera, portorykański bokser
- 22 marca:
  - Des Browne, brytyjski polityk
  - Peter Hermann, niemiecki piłkarz, trener
  - David Jones, brytyjski prawnik, polityk
- 23 marca:
  - Pola Kinski, niemiecka aktorka
  - Sławomir Kryński, polski reżyser filmowy (zm. 2025)
  - Józef Krzyworzeka, polski polityk, zootechnik i samorządowiec, poseł na Sejm IV kadencji
  - Marek Oramus, polski pisarz science fiction
- 24 marca:
  - Reinhard Genzel, niemiecki astrofizyk, laureat Nagrody Nobla
  - Dolora Zajick, amerykańska śpiewaczka operowa (mezzosopran dramatyczny)
- 25 marca:
  - Stephen Dorrell, brytyjski polityk
  - Jan Draus, polski historyk, wykładowca akademicki, polityk, senator RP
  - Jung Chang, brytyjska pisarka pochodzenia chińskiego
  - Manula Kalicka, polska pisarka i dziennikarka
  - Abdullah Zeneli, albański pisarz, wydawca
- 26 marca:
  - Yoshitaka Amano, japoński grafik, rysownik
  - Willington Ortiz, kolumbijski piłkarz
  - Wojciech Źródlak, polski historyk
- 27 marca:
  - Stanisław Banasiuk, polski aktor
  - Andrzej Stefan Kałuszko, polski reżyser i scenarzysta filmowy
  - Äkeżan Każygeldin, kazachski przedsiębiorca, polityk, premier Kazachstanu
  - Józef Podłużny, polski samorządowiec, wójt gminy Godziesze Wielkie
  - Maria Schneider, francuska aktorka (zm. 2011)
  - Stanisław Sulowski, polski politolog
  - Miriama Tuisorisori-Chambault, fidżyjska wszechstronna lekkoatletka
- 28 marca:
  - Attilio Fontana, włoski polityk, prezydent regionu Lombardia
  - Edmund Grześkowiak, polski farmaceuta
  - Józef Mońko, polski duchowny katolicki
  - Gary Ruvkun, amerykański biolog molekularny
  - Jos Valentijn, holenderski łyżwiarz szybki
  - Grzegorz Wons, polski aktor
- 29 marca:
  - Rainer Bonhof, niemiecki piłkarz
  - Bola Tinubu, nigeryjski polityk, prezydent Nigerii
- 30 marca:
  - Jose Advincula, filipiński duchowny katolicki, arcybiskup Capiz
  - Stuart Dryburgh, brytyjski operator filmowy
  - Mikko Huhtala, fiński zapaśnik
- 31 marca:
  - Mark DeSaulnier, amerykański polityk, kongresmen ze stanu Kalifornia
  - Vanessa del Rio, amerykańska aktorka pornograficzna
  - Paul-Heinz Wellmann, niemiecki lekkoatleta, średniodystansowiec
- 1 kwietnia:
  - Alfredo Lemus, wenezuelski bokser
  - Annette O’Toole, amerykańska aktorka, producentka filmowa
  - Danuta Olejniczak, polska polityk
  - László Tőkés, węgierski duchowny protestancki i opozycjonista
- 2 kwietnia:
  - Thomas Bscher, niemiecki bankier, kierowca wyścigowy
  - František Došek, czeski kierowca rajdowy i wyścigowy
  - Lennart Fagerlund szwedzki kolarz szosowy
  - Kazimierz Jaklewicz, polski generał brygady
  - Marek W. Kozłowski, polski entomolog, wykładowca akademicki
  - Janusz Lalka, polski generał dywizji
  - Kurt Scheller, szwajcarski szef kuchni, krytyk kulinarny
  - Jerzy Słota, polski piosenkarz i kompozytor, członek zespołu Vox
- 3 kwietnia:
  - Sad al-Katatni, egipski polityk islamski
  - David Carter, nowozelandzki polityk
  - Ryszard Kędra, polski technik energetyk, polityk, poseł na Sejm III i IV kadencji
  - Ueli Müller, szwajcarski kolarz przełajowy
- 4 kwietnia:
  - Rosemarie Ackermann, niemiecka lekkoatletka, skoczkini wzwyż
  - Krzysztof Konopelski, polski grafik, satyryk, poeta
  - Günther Lemmerer, austriacki saneczkarz
  - Gary Moore, brytyjski muzyk (zm. 2011)
  - Grzegorz Rogiński, polski fotograf
  - Villy Søvndal, duński polityk
- 5 kwietnia:
  - Witold Kwaśnicki, polski ekonomista (zm. 2022)
  - Sandy Mayer, amerykański tenisista
  - Mitch Pileggi, amerykański aktor
  - Marek Profus, polski przedsiębiorca, milioner, były najbogatszy Polak według Wprost
- 6 kwietnia:
  - Udo Dirkschneider, niemiecki wokalista, członek zespołów Accept i U.D.O.
  - Marilu Henner, amerykańska aktorka, scenarzystka i producentka filmowa, pisarka pochodzenia polsko-greckiego
  - Anna Lewicka-Morawska, polska historyk sztuki, profesor nauk o sztukach pięknych (zm. 2015)
  - John Shumate, amerykański koszykarz, trener (zm. 2025)
  - Tadeusz Szymańczak, polski polityk, rolnik, poseł na Sejm I kadencji
- 7 kwietnia:
  - Jane Frederick, amerykańska lekkoatletka, wieloboistka
  - Rubén Galván, argentyński piłkarz (zm. 2018)
  - Clarke Peters, amerykański piosenkarz, aktor, scenarzysta, reżyser
- 8 kwietnia:
  - Eusebio Acasuzo, peruwiański piłkarz, bramkarz
  - Kaori Momoi, japońska aktorka
  - Jacek Waluk, polski fizykochemik
  - Kim Warwick, australijski tenisista
- 9 kwietnia:
  - Anna Czepan, polska włókienniczka, poseł na Sejm PRL
  - Marek Dukaczewski, polski generał brygady
  - Michel Sapin, francuski polityk
  - Jerzy Szmajdziński, polski polityk, minister obrony narodowej, wicemarszałek Sejmu RP (zm. 2010)
- 10 kwietnia:
  - Richard Daniel Alarcón Urrutia, peruwiański duchowny katolicki, arcybiskup metropolita Cuzco
  - Hugo Broos, belgijski trener piłkarski
  - Grigorij Jawlinski, rosyjski polityk
  - Steven Seagal, amerykański aktor
- 11 kwietnia:
  - Jan Jankowski, polski zootechnik
  - Aleksander Maliszewski, polski kompozytor, aranżer, dyrygent, puzonista, pianista
  - Henryk Szymanowski, polski piłkarz, trener
- 12 kwietnia:
  - Wiesław Czaja, polski siatkarz, trener
  - Antoni Krzeski, polski lekarz otorynolaryngolog
- 13 kwietnia:
  - Erick Avari, amerykański aktor pochodzenia indyjskiego
  - Włodzimierz Bolecki, polski historyk, krytyk i teoretyk literatury, scenarzysta filmowy
  - Jim Costa, amerykański polityk
- 14 kwietnia:
  - Hansjörg Hofer, austriacki duchowny katolicki, biskup pomocniczy Salzburga
  - Ihor Ohirko, ukraiński matematyk, fizyk
  - Krystyna Pawłowicz, polska prawnik, polityk, poseł na Sejm RP
  - Dirceu Vegini, brazylijski duchowny katolicki, biskup Foz do Iguaçu (zm. 2018)
  - Udo Voigt, niemiecki polityk (zm. 2025)
- 15 kwietnia – Alfredo Figueredo, kubański siatkarz
- 16 kwietnia:
  - Michel Blanc, francuski aktor, reżyser filmowy (zm. 2024)
  - Piotr Zientarski, polski prawnik, adwokat, polityk, senator RP
- 17 kwietnia:
  - Tom Bruce, amerykański pływak (zm. 2020)
  - Robert Gliński, polski reżyser filmowy
  - Ed Searcy, amerykański koszykarz
- 18 kwietnia:
  - Enzo Calderari, szwajcarski kierowca wyścigowy
  - António Couto, portugalski duchowny katolicki, biskup Lamego
  - Ryszard Faron, polski aktor (zm. 2017)
- 19 kwietnia:
  - Tony Plana, kubański aktor, reżyser i scenarzysta filmowy i telewizyjny
  - Robert Zubrin, amerykański inżynier, pisarz
- 20 kwietnia:
  - Dan Benishek, amerykański polityk pochodzenia czesko-polskiego (zm. 2021)
  - Merete Lien, norweska pisarka
  - Božidar Maljković, serbski koszykarz, trener
- 21 kwietnia – Cheryl Gillan, brytyjska polityk (zm. 2021)
- 22 kwietnia:
  - Magdi Allam, włoski dziennikarz, publicysta, polityk pochodzenia egipskiego
  - Iwona Galińska-Wildstein, polska psycholog
  - Piotr Kosmatko, polski strzelec sportowy, trener
  - Kamla Persad-Bissessar, trynidadzko-tobagijska polityk, premier Trynidadu i Tobago
  - Grzegorz Wiśniewski, polski generał brygady, dyplomata
- 23 kwietnia:
  - Henryk Chałupczak, polski politolog i historyk
  - Helena Hańczyn, polska lekkoatletka, oszczepniczka
  - Narada Michael Walden, amerykański perkusista, wokalista, producent muzyczny
- 24 kwietnia:
  - Wiaczesław Czukanow, rosyjski jeździec sportowy
  - Jean-Paul Gaultier, francuski projektant mody, muzyk
  - Ewa Szymańska, polska ekonomistka, samorządowiec, posłanka na Sejm RP
- 25 kwietnia:
  - Stanisław Budzik, polski duchowny katolicki, biskup pomocniczy tarnowski, arcybiskup metropolita lubelski
  - Milena Duchková, czeska skoczkini do wody
  - Zbigniew Jakubas, polski przedsiębiorca i inwestor
  - Jacques Santini, francuski piłkarz, trener
  - Władisław Trietjak, rosyjski hokeista, bramkarz
- 26 kwietnia:
  - Marceli Burdelski, polski politolog
  - Seán Kelly, irlandzki nauczyciel, polityk, działacz sportowy
  - Ewa Podleś, polska śpiewaczka operowa (kontralt) (zm. 2024)
- 27 kwietnia:
  - Marek Chodkiewicz, polski menedżer, polityk, podsekretarz stanu w Ministerstwie Infrastruktury
  - Larry Elder, amerykański dziennikarz radiowy
  - George Gervin, amerykański koszykarz
  - Ari Vatanen, fiński kierowca rajdowy, polityk
- 28 kwietnia:
  - Stanisław Brzózka, polski socjolog, polityk, poseł na Sejm III kadencji
  - Mary McDonnell, amerykańska aktorka
- 29 kwietnia:
  - David Icke, brytyjski pisarz, teoretyk spiskowy
  - Dean Kramer, amerykański pianista
- 30 kwietnia:
  - Jacques Audiard, francuski scenarzysta i reżyser filmowy, aktor
  - Eddie Mustafa Muhammad, amerykański bokser
  - Luigi Testore, włoski duchowny katolicki, biskup Acqui
- 1 maja: 
  - Jurij Chaczaturow, ormiański generał pułkownik
  - Josif Dorfman, francuski szachista, trener pochodzenia ukraińsko-żydowskiego
  - Juan Carlos Heredia, hiszpański piłkarz pochodzenia argentyńskiego
  - Robert Navarro, francuski samorządowiec, polityk
  - Cezary Szczylik, polski onkolog, hematolog
- 2 maja:
  - Christine Baranski, amerykańska aktorka pochodzenia polskiego
  - Christopher Doyle, australijski operator i reżyser filmowy
- 3 maja:
  - Chuck Baldwin, amerykański pastor baptystów i polityk
  - Eugeniusz Matyjas, polski prawnik (zm. 2023)
  - António Luciano dos Santos Costa, portugalski duchowny katolicki, biskup Viseu
  - Joseph Tobin, amerykański duchowny katolicki, arcybiskup Newark, kardynał
  - Allan Wells, szkocki lekkoatleta, sprinter
- 4 maja:
  - Pedro Carlos Cipolini, brazylijski duchowny katolicki, biskup Santo André
  - David Della Rocco, włosko-amerykański aktor, komik
  - Belinda Green, australijska modelka, zdobywczyni tytułu Miss World
  - Krzysztof Magowski, polski reżyser i scenarzysta
- 5 maja:
  - Mosze Gafni, izraelski rabin, polityk
  - Lothar Huber, niemiecki piłkarz, trener
  - Jean Laffitte, francuski duchowny katolicki, arcybiskup
  - Jordi Llopart, hiszpański lekkoatleta, chodziarz narodowości katalońskiej (zm. 2020)
  - Stelios Mijakis, grecki zapaśnik
  - Ryszard Szeremeta, polski kompozytor, dyrygent
- 6 maja:
  - Christian Clavier, francuski aktor, reżyser, scenarzysta i producent filmowy
  - Andrea Čunderlíková, czeska aktorka
  - Gregg Henry, amerykański aktor, muzyk, wokalista, autor tekstów
  - Chiaki Mukai, japońska lekarka, astronautka
  - Ewa Pełka-Wierzbicka, polska malarka (zm. 2018)
- 7 maja:
  - Barbara Domaradzka, polska operator dźwięku (zm. 2022)
  - Blaine Luetkemeyer, amerykański polityk, kongresmen ze stanu Missouri
- 8 maja:
  - Beth Henley, amerykańska dramatopisarka
  - Vittorio Sgarbi, włoski krytyk sztuki, prezenter telewizyjny, polityk
  - Hajg Zaharian, albański kompozytor pochodzenia ormiańskiego
- 9 maja:
  - Jacek Dobaczewski, polski fizyk jądrowy
  - Zdeněk Nehoda, czeski piłkarz
- 10 maja:
  - Kikki Danielsson, szwedzka piosenkarka
  - Zofia Kruszyńska-Gust, polska nauczycielka
  - Vanderlei Luxemburgo, brazylijski trener piłkarski
  - Ryszard Smolarek, polski menedżer, polityk, poseł na Sejm RP
- 11 maja:
  - Shohreh Aghdashloo, irańska aktorka
  - Frances Fisher, amerykańska aktorka pochodzenia brytyjskiego
  - Monika Kaserer, austriacka narciarka alpejska
  - Renaud Séchan, francuski piosenkarz
  - Zdzisław Siewierski, polski polityk, wojewoda podkarpacki
  - Miroslav Šmíd, czeski taternik, alpinista i fotograf górski (zm. 1993)
- 12 maja:
  - Christer Garpenborg, szwedzki lekkoatleta, sprinter
  - Brian Mallon, amerykański aktor pochodzenia irlandzkiego
  - Csaba Őry, węgierski polityk, eurodeputowany
  - Misa Telefoni Retzlaff, samoański polityk
  - Władysław Wydra, polski bokser
- 13 maja:
  - Jean-Paul Bertrand-Demanes, francuski piłkarz, bramkarz
  - John Kasich, amerykański polityk, gubernator Ohio
- 14 maja:
  - David Byrne, amerykański gitarzysta, wokalista pochodzenia szkockiego, członek zespołu Talking Heads
  - Jan Chaładaj, polski polityk, poseł na Sejm RP, wiceminister
  - Donald McMonagle, amerykański astronauta
  - Robert Zemeckis, amerykański reżyser filmowy, pisarz pochodzenia litewsko-włoskiego
- 15 maja:
  - Wojciech Ciężkowski, polski hydrogeolog
  - Imbarak Abd Allah asz-Szamich, libijski polityk, sekretarz generalny Powszechnego Kongresu Ludowego, premier Libii
  - Chazz Palminteri, amerykański aktor, scenarzysta, reżyser i producent filmowy pochodzenia włoskiego
  - Antoni Bonifacy Reimann, polski duchowny katolicki, biskup Wikariatu Apostolskiego Ñuflo de Chávez w Boliwii
  - Zenon Tyma, polski przedsiębiorca i polityk, poseł na Sejm RP (zm. 2025)
- 16 maja – Antanas Valys, litewski polityk
- 17 maja:
  - Victor Boștinaru, rumuński nauczyciel, polityk, eurodeputowany
  - Josep-Lluís Carod-Rovira, kataloński polityk
  - Marianne Eriksson, szwedzka socjolog, polityk, eurodeputowana
  - Włodzimierz Małowiejski, polski trener piłkarski
  - Jorge Olguín, argentyński piłkarz, trener
- 18 maja:
  - Paweł Januszewicz, polski pediatra
  - Krystyna Maculewicz, polska siatkarka
  - Anna Melato, włoska aktorka, piosenkarka
  - Ryūzaburō Ōtomo, japoński seiyū, aktor, narrator
- 19 maja:
  - Patrick Hoogmartens, belgijski duchowny katolicki, biskup Hasselt
  - Cristóbal López Romero, hiszpański duchowny katolicki, kardynał, arcybiskup Rabatu
  - Charles Spedding, brytyjski lekkoatleta, maratończyk
  - Bert van Marwijk, holenderski piłkarz, trener
- 20 maja:
  - Walter Isaacson, amerykański pisarz, biograf
  - Christian Klar, niemiecki terrorysta
  - Ryszard Konkolewski, polski kolarz torowy
  - Roger Milla, kameruński piłkarz
- 21 maja:
  - Emilio Carelli, włoski dziennikarz, polityk
  - Paweł Kłoczowski, polski filozof polityki, teoretyk idei, publicysta, wykładowca akademicki
  - Mr. T, amerykański aktor, wrestler
  - Krzysztof Józef Szymański, polski samorządowiec, marszałek województwa lubuskiego
- 22 maja:
  - Stanisław Pawlak, polski samorządowiec, polityk, poseł na Sejm RP
  - Aldona Wojciechowska, polska nauczycielka i etnografka
- 23 maja:
  - Deborah Adair, amerykańska aktorka
  - Walerij Czapłygin, rosyjski kolarz szosowy
  - Anne-Marie David, francuska piosenkarka
  - Federico Trillo, hiszpański prawnik, polityk
- 24 maja:
  - Mieczysław Abramowicz, polski pisarz, historyk teatru, reżyser teatralny
  - Krzysztof Martens, polski brydżysta, polityk
- 25 maja:
  - Wiera Anisimowa, rosyjska lekkoatletka, sprinterka
  - David Jenkins, szkocki lekkoatleta, sprinter
  - Gabriela Kownacka, polska aktorka (zm. 2010)
  - Jens Kristiansen, duński szachista
  - Franz Obermayr, austriacki samorządowiec, polityk
  - Gordon Smith, amerykański polityk, senator ze stanu Oregon
  - Petyr Stojanow, bułgarski prawnik, polityk, prezydent Bułgarii
- 26 maja:
  - Benedetto Adragna, włoski związkowiec, polityk
  - Tom McMillen, amerykański koszykarz
  - Giuseppe Pinto, włoski duchowny katolicki, arcybiskup, nuncjusz apostolski
  - Andrzej Szopa, polski aktor (zm. 2022)
- 27 maja:
  - Halina Chrobak, polska aktorka
  - Spartak Pecani, albański reżyser i producent filmowy
  - Robert Yates, amerykański seryjny morderca
- 28 maja:
  - Robert Andre, polski artysta fotograf
  - Patrizio Bianchi, włoski ekonomista i samorządowiec
  - Mahmud Dżibril, libijski polityk (zm. 2020)
  - Zbigniew Hałatek, polski operator filmowy (zm. 2023)
  - Maria Robaszkiewicz, polska aktorka
- 29 maja:
  - Norbert Dürpisch, niemiecki kolarz torowy
  - Andrzej Mazur, polski chirurg, menedżer, samorządowiec, przewodniczący sejmiku opolskiego
  - Pia Tafdrup, duńska poetka, pisarka, tłumaczka
  - Barbara Winiarska, polska aktorka (zm. 2002)
- 30 maja:
  - Ángel Fernández Collado, hiszpański duchowny katolicki, biskup Albacete
  - Alojzy Świderek, polski trener siatkówki
- 31 maja:
  - Karl Bartos, niemiecki keyboardzista, perkusista
  - Ireneusz Jakubowski, polski śpiewak (tenor), prawnik i pedagog (zm. 2020)
  - Andrzej Kalina, polski grafik, rysownik
- 1 czerwca:
  - John Ellis, brytyjski gitarzysta, członek zespołów: The Vibrators(inne języki) i The Stranglers
  - Şenol Güneş, turecki piłkarz, trener
  - Mihaela Loghin, rumuńska lekkoatletka, kulomiotka
- 2 czerwca:
  - Gary Bettman, amerykański prawnik, komisarz NHL
  - Jean-Pierre Fabre, togijski polityk
- 3 czerwca:
  - Alina Bachar, białoruska inżynier, polityk
  - Wojciech Fałkowski, polski historyk, urzędnik państwowy, podsekretarz stanu w Ministerstwie Obrony Narodowej
  - Tadeusz Kowalczyk, polski przedsiębiorca, poseł na Sejm RP (zm. 1997)
  - Grażyna Pijanowska, polska polityk, posłanka na Sejm RP
  - Jan Pusty, polski lekkoatleta, płotkarz
  - David Richards, brytyjski pilot rajdowy
- 4 czerwca:
  - Kim Hughes, amerykański koszykarz, trener
  - Jorgos Kirtsos, grecki dziennikarz, polityk
  - Bronisław Komorowski, polski polityk, minister obrony narodowej, marszałek Sejmu i prezydent RP
  - Karl-Heinz Lambertz, belgijski polityk, wykładowca akademicki
  - Hana Lišková, czeska gimnastyczka
  - Luis Moreno-Ocampo, argentyński prawnik, główny prokurator Międzynarodowego Trybunału Karnego
  - Parker Stevenson, amerykański aktor, reżyser i producent filmowy
  - José Velásquez, peruwiański piłkarz
- 5 czerwca:
  - Umberto Barberis, szwajcarski piłkarz, trener
  - Michael Duca, amerykański duchowny katolicki, biskup Baton Rouge
  - László Makra, węgierski klimatolog
  - Helmuth Markov, niemiecki inżynier, przedsiębiorca, samorządowiec, polityk
  - Nicko McBrain, brytyjski perkusista, członek zespołu Iron Maiden
  - Czesław Sobierajski, polski polityk, poseł na Sejm RP
- 6 czerwca:
  - Jan Biela, polski chemik, inżynier, poeta, rzeźbiarz
  - Marsha Blackburn, amerykańska polityk, senator ze stanu Tennessee
  - César Cueto, peruwiański piłkarz
  - Harvey Fierstein, amerykański aktor
  - Lucjan Jacak, polski fizyk-teoretyk
  - Didier Migaud, francuski polityk, prawnik, urzędnik państwowy i samorządowiec
  - José Luis Real, meksykański piłkarz, trener
  - Peter Sartain, amerykański duchowny katolicki, arcybiskup Seattle
  - Adi Szamir, izraelski informatyk, kryptograf
- 7 czerwca:
  - Hubert Auriol, francuski motocyklista i kierowca rajdowy (zm. 2021)
  - Daria Doncowa, rosyjska pisarka
  - Andrzej Grzyb, polski pisarz, poeta, samorządowiec, polityk, senator RP (zm. 2016)
  - Andrzej Klawitter, polski pisarz, aforysta, satyryk, autor słuchowisk radiowych (zm. 2019)
  - Jerzy Miller, polski samorządowiec, polityk
  - Liam Neeson, północnoirlandzki aktor
  - Orhan Pamuk, turecki pisarz, laureat Nagrody Nobla
  - Jan Rzymełka, polski polityk, poseł na Sejm RP
- 8 czerwca:
  - Paul Hildgartner, włoski saneczkarz
  - Janusz Kowalski, polski kolarz szosowy
  - Janusz Robaszewski, polski artysta-plastyk
- 9 czerwca:
  - Bülent Ersoy, turecka piosenkarka
  - Yousaf Raza Gilani, pakistański polityk, premier Pakistanu
  - Mieczysław Godyń, polski pisarz, tłumacz
  - Pavol Hrušovský, słowacki polityk
  - Billy Knight, amerykański koszykarz
  - Jerzy Półjanowicz, polski polityk, działacz samorządowy, wojewoda podlaski
- 10 czerwca:
  - António Oliveira, portugalski piłkarz, trener
  - Guzal Sitdykowa, rosyjska pisarka, poetka, tłumaczka, publicystka narodowości baszkirskiej
- 11 czerwca:
  - Doris Maletzki, niemiecka lekkoatletka, sprinterka
  - Jekatierina Podkopajewa, rosyjska lekkoatletka, biegaczka średniodystansowa
  - Anote Tong, kiribatyjski polityk, prezydent Kiribati
  - Bronisław Wildstein, polski dziennikarz, publicysta, pisarz pochodzenia żydowskiego
  - Bogdan Wojciszke, polski psycholog
- 12 czerwca:
  - Jean-Pierre Audy, francuski polityk
  - Siegfried Brietzke, niemiecki wioślarz
  - Anna Czekanowicz, polska pisarka, poetka, tłumaczka
  - Jerzy Eisler, polski historyk, nauczyciel akademicki
  - Elefteri Elefterow, bułgarski aktor
  - Benito Floro, hiszpański trener piłkarski
  - Cornelia Hanisch, niemiecka florecistka
  - Jan Klimek, polski ekonomista, polityk, poseł na Sejm RP
  - Sergiusz Karpiński, polski polityk, poseł na Sejm RP, wicemarszałek województwa śląskiego
  - Antoni Ptak, polski przedsiębiorca, działacz piłkarski
  - Anna Treter, polska wokalistka, pianistka, członkini zespołu Pod Budą
- 13 czerwca:
  - Cwetana Bożurina, bułgarska siatkarka
  - Jean-Marie Dedecker, belgijski judoka, trener, polityk
  - Aleksander (Iszczein), rosyjski duchowny prawosławny, biskup bakijski i nadkaspijski (zm. 2021)
  - Angelo Moreschi, włoski duchowny katolicki, wikariusz apostolski Gambella (zm. 2020)
  - Antoni Szymański, polski polityk, poseł na Sejm i senator RP
- 14 czerwca:
  - Kirron Kher, indyjska aktorka
  - Kazimierz Kujda, polski inżynier, ekonomista i polityk
  - Alois Schwarz, austriacki duchowny katolicki, biskup Gurk
  - Rafael Masahiro Umemura, japoński duchowny katolicki, biskup Jokohamy
- 15 czerwca:
  - Anastase Murekezi, rwandyjski polityk, premier Rwandy
  - John Toll, amerykański operator filmowy
- 16 czerwca:
  - Anna Kutera, polska artystka multimedialna
  - Władysława Majerczyk, polska biegaczka narciarska
  - Agata Niewiarowska, polska romanistka, menedżerka
  - Jorgos Papandreu, grecki polityk, premier Grecji
  - Anna Pietrzak, polska piosenkarka
  - Al Skinner, amerykański koszykarz
  - Aleksandr Zajcew, rosyjski łyżwiarz figurowy
- 17 czerwca:
  - Miguel Ángel Ayuso Guixot, hiszpański kardynał, wysoki urzędnik Kurii Rzymskiej (zm. 2024)
  - Susy De Martini, włoska neurolog, wykładowczyni akademicka, polityk, eurodeputowana
  - Vlasta Maček, chorwacka szachistka
  - Estelle Morris, brytyjska polityk
- 18 czerwca:
  - Idriss Déby, czadyjski polityk, prezydent Czadu (zm. 2021)
  - Carol Kane, amerykańska aktorka
  - Isabella Rossellini, włoska aktorka, modelka, reżyserka, pisarka
- 19 czerwca:
  - Bob Ainsworth, brytyjski polityk
  - Halina Rac, polska piłkarka ręczna
  - Wojciech Sady, polski filozof nauki, historyk idei
  - Angie Sage, brytyjska pisarka
  - Jan Zieliński, polski krytyk i historyk literatury, tłumacz, dyplomata
  - Cynthia Neale-Ishoy, kanadyjska jeźdźczyni sportowa
- 20 czerwca:
  - Valerio Evangelisti, włoski pisarz science fiction (zm. 2022)
  - Stanisław Głębocki, polski polityk, poseł na Sejm RP
  - John Goodman, amerykański aktor
  - Zofia Popiołek, polska polityk, poseł na Sejm RP
  - Wafaa Sulaiman, libańska była pierwsza dama
- 21 czerwca:
  - Marcella Detroit, amerykańska piosenkarka
  - Kōichi Mashimo, japoński reżyser filmów animowanych
- 22 czerwca:
  - Graham Greene, kanadyjski aktor pochodzenia indiańskiego
  - Maria Konwicka, polska scenarzystka i współreżyserka
  - Ewa Leśniak, polska aktorka
  - Andrzej Matusiewicz, polski prawnik, polityk, senator i poseł na Sejm RP
  - Adam Szostkiewicz, polski dziennikarz, tłumacz i publicysta
  - Grażyna Witkowska, polska gimnastyczka
  - Urszula Zybura, polska poetka, aforystka, wydawca, esperantystka
- 23 czerwca:
  - Paweł Bukowski, polski poeta
  - Robert D. Kaplan, amerykański dziennikarz, reporter wojenny, pisarz, analityk polityczny pochodzenia żydowskiego
- 24 czerwca:
  - Jacques Benoit-Gonnin, francuski duchowny katolicki, biskup Beauvais
  - Mansour Ojjeh, francuski przedsiębiorca pochodzenia saudyjskiego (zm. 2021)
- 25 czerwca:
  - Péter Erdő, węgierski duchowny katolicki, arcybiskup Ostrzyhomia, prymas Węgier, kardynał
  - Tim Finn, nowozelandzki muzyk, wokalista, członek zespołów: Split Enz i Crowded House
- 26 czerwca:
  - Simon Mann, brytyjski wojskowy, najemnik (zm. 2025)
  - Gordon McQueen, szkocki piłkarz, trener (zm. 2023)
  - Csaba Tabajdi, węgierski polityk, dyplomata
- 27 czerwca:
  - Kwon O-kyu, południowokoreański ekonomista, polityk
  - Bogusław Linda, polski aktor, scenarzysta, reżyser filmowy i teatralny, pedagog
  - Vladimír Malý, czeski lekkoatleta, skoczek wzwyż
- 28 czerwca:
  - Tomás Boy, meksykański piłkarz, trener (zm. 2022)
  - Dennis Lukens, amerykański piłkarz, trener
  - Asłan Żanimow, radziecki zapaśnik (zm. 2020)
- 29 czerwca:
  - Don Carlos, jamajski muzyk reggae, współzałożyciel zespołu Black Uhuru
  - Piotr Jania, polski polityk, samorządowiec, wojewoda zachodniopomorski (zm. 2016)
- 30 czerwca:
  - Robert Bellin, brytyjski szachista
  - David Garrison, amerykański aktor
  - Halina Licnerska, polska polityk, poseł na Sejm RP (zm. 1994)
  - Lech Majewski polski generał broni pilot
  - Czesław Śleziak, polski polityk, poseł na Sejm RP
- 1 lipca:
  - David Arkenstone, amerykański muzyk
  - Dan Aykroyd, kanadyjski aktor, reżyser filmowy
  - Yayi Boni, beniński ekonomista, polityk, prezydent Beninu
  - Celestino Migliore, włoski duchowny katolicki, arcybiskup, watykański dyplomata
  - Tadeusz Zielniewicz, polski historyk sztuki
- 2 lipca:
  - Linda Godwin, amerykańska naukowiec, astronautka
  - Jan Misiewicz, polski fizyk
  - Ahmad Ujahja, algierski polityk, premier Algierii
- 3 lipca:
  - Laura Branigan, amerykańska piosenkarka popowa (zm. 2004)
  - Florentyna Flak, polska lekkoatletka, oszczepniczka
  - Rohinton Mistry, kanadyjski pisarz pochodzenia indyjskiego
  - Jean-Paul Pierrat, francuski biegacz narciarski
  - Jurij Skuratow, rosyjski prawnik, polityk, prokurator generalny
- 4 lipca:
  - Ryszard Jabłoński, polski aktor
  - Álvaro Uribe, kolumbijski polityk, prezydent Kolumbii
  - John Waite, brytyjski piosenkarz
- 5 lipca: 
  - Tamás Buday, węgierski kajakarz, kanadyjkarz
  - Marian Czarkowski, polski aktor
  - David Dreier, amerykański polityk
  - Terence Henricks, amerykański pilot wojskowy, astronauta
  - Ilga Kreituse, łotewska historyk, wykładowczyni akademicka, polityk
  - Iwan Zajeć, ukraiński ekonomista, matematyk, polityk
- 6 lipca:
  - Hilary Mantel, brytyjska pisarka (zm. 2022)
  - Thomas Sjöberg, szwedzki piłkarz
  - Mehmet Ali Talat, turecki polityk, premier i prezydent Cypru Północnego
- 7 lipca:
  - Małgorzata Barlak-Kamasińska, polska gimnastyczka
  - Bogusław Semotiuk, polski aktor
  - Tadeusz Antoni Wojtasik, polski rzeźbiarz
  - Władysław Zuziak, polski duchowny katolicki, filozof, etyk
- 8 lipca:
  - Ahmad Nazif, egipski polityk, premier Egiptu
  - Mirosław Rybaczewski, polski siatkarz
  - Karen Szachnazarow, rosyjski reżyser, scenarzysta i producent filmowy
  - Ulrich Wehling, niemiecki kombinator norweski
- 9 lipca:
  - John Tesh, amerykański kompozytor, prezenter radiowy i telewizyjny
  - Andrej Żelazkow, bułgarski piłkarz, trener i działacz piłkarski
- 10 lipca:
  - Emilian Kamiński, polski aktor, reżyser teatralny, filmowy i musicalowy, pisarz, wokalista (zm. 2022)
  - Grażyna Kotowicz, polska polityk, posłanka na Sejm RP
  - Lee Hae-chan, południowokoreański polityk, premier Korei Południowej
  - Henryk Makarewicz, polski polityk, samorządowiec, senator, marszałek województwa lubuskiego
  - Anna Elżbieta Zalewska, polska poetka, tłumaczka
- 11 lipca – Stephen Lang, amerykański aktor
- 12 lipca:
  - Eric Adams, amerykański muzyk i wokalista heavymetalowy
  - Leonardo Domenici, włoski samorządowiec, polityk, burmistrz Florencji, eurodeputowany
  - Gary Guthman, amerykański trębacz jazzowy, kompozytor, pedagog
  - Jens Kolding, duński piłkarz
  - Kazue Komiya, japońska aktorka dubbingowa
  - Isam Szaraf, egipski polityk, premier Egiptu
- 13 lipca:
  - Dominique Bussereau, francuski polityk
  - Władimir Chodus, rosyjski trener piłkarski
  - Moussa Mostafa Moussa, egipski architekt, polityk
  - Kenji Takahashi, japoński kolarz torowy
- 14 lipca:
  - Franklin Graham, amerykański ewangelista, syn Billy’ego Grahama
  - Jean-Paul James, francuski duchowny katolicki, biskup Nantes
  - Jeff Lindsay, amerykański pisarz
  - Joel Silver, amerykański producent filmowy
  - Michał Zaleski, polski samorządowiec, prezydent Torunia
- 15 lipca:
  - Witold Graboś, polski polityk, urzędnik państwowy
  - Celia Imrie, brytyjska aktorka
  - Włodzimierz Kiniorski, polski muzyk, kompozytor
  - Terry O’Quinn, amerykański aktor
  - Ileana Ros-Lehtinen, amerykańska polityk, kongreswoman ze stanu Floryda
- 16 lipca:
  - Stewart Copeland, amerykański perkusista, członek zespołu The Police
  - Hanna Jallouf, syryjski duchowny katolicki, wikariusz apostolski Aleppo
  - Zbigniew Klapa, polski lekkoatleta, chodziarz
- 17 lipca:
  - Thomas Ahlström, szwedzki piłkarz
  - David Hasselhoff, amerykański aktor, piosenkarz
  - Květoslava Petříčková, czeska hokeistka na trawie, bramkarka
  - Joanna Sienkiewicz, polska aktorka
- 18 lipca:
  - Hanns Jana, niemiecki szpadzista
  - Per Petterson, norweski prozaik, eseista
  - Takako Shirai, japońska siatkarka
  - Albert Camille Vital, madagaskarski pułkownik, polityk, premier Madagaskaru
- 19 lipca:
  - Małgorzata Denisow, polska siatkarka
  - Karel Pinxten, belgijski i flamandzki ekonomista, polityk
  - Stanisław Piotrowicz, polski polityk
- 20 lipca:
  - Ian Ferguson, nowozelandzki kajakarz
  - Francisco González Hernández, hiszpański duchowny katolicki, biskup, wikariusz apostolski Puerto Maldonado
  - Grażyna Łobaszewska, polska wokalistka jazzowa
- 21 lipca:
  - John Barrasso, amerykański polityk, senator ze stanu Wyoming
  - Jacek Gembal, polski koszykarz, trener
  - Ketan Mehta, indyjski reżyser i scenarzysta filmowy
  - Tadeusz Motowidło, polski technik górnictwa, związkowiec, polityk, poseł na Sejm RP
- 22 lipca:
  - Bird Averitt, amerykański koszykarz (zm. 2020)
  - Józef Dziemdziela, polski oficer pożarnictwa, polityk, senator RP
  - Krzysztof Szymański, polski generał brygady
- 23 lipca:
  - Henk Kamp, holenderski samorządowiec, polityk
  - Aleksandr Korieszkow, rosyjski piłkarz, trener
  - Pāvels Seļivanovs, łotewski siatkarz
- 24 lipca:
  - Stanisław Esden-Tempski, polski poeta, prozaik, publicysta
  - Ernesto Mandara, włoski duchowny katolicki, biskup Sabina-Poggio Mirteto
  - Gus Van Sant, amerykański reżyser filmowy
- 25 lipca:
  - Efi Ejtam, izraelski polityk
  - Wiesław Kilian, polski polityk, poseł na Sejm i senator RP (zm. 2019)
  - Eduardo Souto de Moura, portugalski architekt
- 26 lipca:
  - Stellan Bengtsson, szwedzki tenisista stołowy
  - Heiner Brand, niemiecki piłkarz ręczny
  - Dan Condurache, rumuński aktor
  - Andreas Heller, niemiecki architekt
  - Sławomir Preiss, polski artysta plastyk, samorządowiec, polityk, poseł na Sejm i senator RP
  - Marcin Sosnowski, polski aktor
- 27 lipca:
  - Marvin Barnes, amerykański koszykarz (zm. 2014)
  - Danuta Fidusiewicz, polska gimnastyczka
  - Ellen Streidt, niemiecka lekkoatletka, sprinterka
- 28 lipca:
  - Jacek Bursztynowicz, polski aktor
  - Mirosław Nagielski, polski historyk
  - Teresa Podemska-Abt, polska teoretyk literatury, pisarka, poetka, tłumaczka, socjolog edukacji
  - Jerzy Targalski, polski historyk, politolog, orientalista, publicysta (zm. 2021)
  - Maha Vajiralongkorn, książę Tajlandii, następca tronu
  - Eva Wilms, niemiecka lekkoatletka, wieloboistka
- 29 lipca:
  - Ryszard Chruściak, polski naukowiec
  - Federico Euro Roman, włoski jeździec sportowy
  - Scott Wedman, amerykański koszykarz
- 30 lipca: 
  - Renata Al-Ghoul, niemiecka specjalistka w dziedzinie prawa, malarka pochodzenia polskiego
  - Krzysztof Jagiełło, polski polityk, samorządowiec, prezydent Łodzi
- 31 lipca:
  - Verena Becker, niemiecka terrorystka
  - Jerzy Mamcarz, polski pieśniarz, poeta, kompozytor, autor piosenek, gitarzysta, satyryk (zm. 2023)
  - Galina Stanczewa, bułgarska siatkarka
  - Mirosław Wójciuk, polski aktor, śpiewak operetkowy
- 1 sierpnia:
  - Janusz Andrzejewski, polski aktor
  - Brian Patrick Clarke, amerykański aktor
  - Elżbieta Jankowska, polska polityk, poseł na Sejm RP
  - Jurij Romenski, ukraiński piłkarz, bramkarz, trener
  - Petro Symonenko, ukraiński polityk
  - Aniela Szubert, polska lekkoatletka, sprinterka
  - Donczo Żekow, bułgarski zapaśnik
- 2 sierpnia:
  - Rokas Bernotas, litewski chemik, dyplomata
  - Jan Frąszczak, polski działacz samorządowy i ekonomista
  - Alain Giresse, francuski piłkarz, trener
  - Jonas Prapiestis, litewski prawnik, sędzia, polityk, minister sprawiedliwości
  - Arne Rastad, duński piłkarz
- 3 sierpnia:
  - Osvaldo Ardiles, argentyński piłkarz
  - Krzysztof Ciepliński, polski muzyk, gitarzysta, wokalista oraz specjalista od skrzypiec i instrumentów strunowych (zm. 2008)
  - Janusz Filipiak, polski przedsiębiorca, działacz piłkarski gl(zm. 2023)
  - Michał Michalski, polski kontradmirał, szef Sztabu Marynarki Wojennej
  - Thomas Munkelt, niemiecki lekkoatleta, płotkarz
  - Axel Schäfer, niemiecki polityk, eurodeputowany
  - Jerzy Snopek, polski historyk literatury i kultury, tłumacz i nauczyciel akademicki. Ambasador RP na Węgrzech.
  - Ihor Woźniak, ukraiński duchowny greckokatolicki, arcybiskup lwowski
- 4 sierpnia:
  - Máire Brennan, irlandzka wokalistka, muzyk grupy Clannad, starsza siostra Enyi
  - Estanislau da Silva, wschodniotimorski polityk, premier Timoru Wschodniego
  - Tadeusz Wojciechowski, polski wiolonczelista, dyrygent
- 5 sierpnia:
  - Tamás Faragó, węgierski piłkarz wodny, trener
  - Jerzy Kossakowski, polski działacz związkowy i polityk, poseł na Sejm RP
  - Thomas Paprocki, amerykański duchowny katolicki pochodzenia polskiego, biskup pomocniczy Chicago, biskup Springfield
- 6 sierpnia:
  - Wojciech Fortuna, polski skoczek narciarski
  - Brian Levant, amerykański reżyser, scenarzysta i producent filmowy
  - Janusz Reiter, polski dyplomata, publicysta
  - Chuck Russell, amerykański aktor, reżyser i producent filmowy
  - Michael Stamm, amerykański pływak
  - Vinnie Vincent, amerykański gitarzysta, członek zespołu Kiss
- 7 sierpnia:
  - Caroline Aaron, amerykańska aktorka
  - Jan Borkowski, polski polityk, wiceminister, poseł na Sejm RP
  - Roger Boyes, brytyjski dziennikarz, publicysta, pisarz
  - Kees Kist, holenderski piłkarz
  - Sylvie Willard, francuska brydżystka
- 8 sierpnia:
  - Dimitrije Bužarovski, macedoński dyrygent, kompozytor, muzykolog
  - Jostein Gaarder, norweski pisarz
  - Kieran O’Reilly, irlandzki duchowny katolicki, arcybiskup Cashel i Emly
  - Stanislav Seman, słowacki piłkarz, bramkarz
- 10 sierpnia:
  - Christopher Hill, amerykański dyplomata, polityk
  - Jacek Kaspszyk, polski dyrygent
  - Tadeusz Piguła, polski szablista
  - Jerzy Pilch, polski pisarz, publicysta (zm. 2020)
  - Bogdan Tosza, polski reżyser teatralny, publicysta, eseista, animator kultury
- 11 sierpnia:
  - Marian-Jean Marinescu, rumuński inżynier, polityk, eurodeputowany
  - Antônio Muniz Fernandes, brazylijski duchowny katolicki, arcybiskup Maceió
  - Robert Paver, australijski wioślarz
  - Andrzej Tłuczyński, polski piłkarz ręczny
  - Tommaso Valentinetti, włoski duchowny katolicki, arcybiskup Pescary-Penne
- 12 sierpnia:
  - Ehud Ben-Towim, izraelski piłkarz
  - Chen Kaige, chińsko-amerykański reżyser filmowy
  - Patrick Sweeney, brytyjski wioślarz
- 13 sierpnia:
  - Bronisław Korfanty, polski polityk
  - Dan Marvin, amerykański kierowca wyścigowy
- 14 sierpnia:
  - Joseph Atanga, kameruński duchowny katolicki, biskup Bafoussam, arcybiskup metropolita Bertoua
  - Tom Campbell, amerykański polityk
  - Edward Janiak, polski duchowny katolicki, biskup pomocniczy wrocławski, biskup kaliski (zm. 2021)
  - Debbie Meyer, amerykańska pływaczka
  - Andrzej Potyra, polski samorządowiec, starosta myśliborski
- 15 sierpnia:
  - Chuck Burgi, amerykański perkusista
  - Bernard Lacombe, francuski piłkarz, trener (zm. 2025)
  - Marek Obertyn, polski aktor (zm. 2007)
- 16 sierpnia – Reginald VelJohnson, amerykański aktor
- 17 sierpnia:
  - Nelson Piquet, brazylijski kierowca wyścigowy F 1
  - Guillermo Vilas, argentyński tenisista
- 18 sierpnia:
  - Maria Ćwiertniewicz, polska kajakarka
  - Patrick Swayze, amerykański aktor (zm. 2009)
  - Ricardo Villa, argentyński piłkarz
- 19 sierpnia:
  - Jonathan Frakes, amerykański aktor
  - Gabriela Grillo, niemiecka jeźdźczyni sportowa (zm. 2024)
  - Bodo Hombach, niemiecki polityk
- 20 sierpnia:
  - Dhimitra Plasari, albańska aktorka (zm. 2016)
  - Andrzej Tytko, polski profesor mechaniki
- 21 sierpnia:
  - Jiří Paroubek, czeski polityk, premier Czech
  - Glenn Hughes, brytyjski wokalista i gitarzysta basowy, członek zespołów Trapeze i Deep Purple
- 22 sierpnia:
  - Debbie Davies, amerykańska wokalistka i gitarzystka bluesowa
  - Hau Lung-pin, tajwański polityk
  - Ewa Lewicka-Łęgowska, polska polityk, posłanka na Sejm RP (zm. 2008)
  - Wałerij Podłużny, ukraiński lekkoatleta, skoczek w dal, mistrz olimpijski (zm. 2021)
- 23 sierpnia:
  - Marek Jerzy Olbrycht, polski generał
  - Santillana, hiszpański piłkarz
- 24 sierpnia:
  - Bob Corker, amerykański polityk, senator ze stanu Tennessee
  - Linton Kwesi Johnson, jamajsko-brytyjski wokalista, poeta
  - Udo Pastörs, niemiecki wioślarz
  - Czesław Pogoda, polski przedsiębiorca, polityk, poseł na Sejm RP
  - Veronika Schmidt, niemiecka biegaczka narciarska
- 25 sierpnia:
  - Gurban Berdiýew, turkmeński piłkarz, trener
  - Joachim Griese, niemiecki żeglarz sportowy (zm. 2024)
  - Geoff Downes, brytyjski muzyk, członek zespołów: The Buggles, Yes i Asia
  - Charles M. Rice, amerykański wirusolog, laureat Nagrody Nobla
- 26 sierpnia – Czesław Białczyński, polski pisarz
- 27 sierpnia:
  - Krzysztof Panas, polski lekarz i polityk, prezydent Łodzi
  - Paul Reubens, amerykański aktor pochodzenia żydowskiego (zm. 2023)
  - Zbigniew Sobotka, polski polityk, poseł na Sejm RP, wiceminister spraw wewnętrznych i administracji
- 28 sierpnia:
  - Julia Brownley, amerykańska polityk, kongreswoman ze stanu Kalifornia
  - Augustin Bizimungu, rwandyjski generał-major
  - Rita Dove, amerykańska pisarka, poetka
  - Walerij Gordiejew, rosyjski żużlowiec
- 29 sierpnia:
  - Sanny Åslund, szwedzki piłkarz, trener
  - Jerzy Bernard Modlinger, polski dziennikarz
  - Jolanta Pytel, polska poetka
  - Michael Wessing, niemiecki lekkoatleta, oszczepnik (zm. 2019)
- 30 sierpnia:
  - Manlio Fabio Beltrones, meksykański polityk
  - Daniel Dăianu, rumuński ekonomista, polityk
  - Wojciech Fibak, polski tenisista
  - Lonnie David Franklin, amerykański seryjny morderca (zm. 2020)
- 31 sierpnia:
  - Tadeusz Golik, polski sztangista
  - Marek Jeżabek, polski fizyk teoretyk
  - Kim Kashkashian, amerykańska altowiolistka pochodzenia ormiańskiego
  - Matthew Hassan Kukah, nigeryjski duchowny katolicki, biskup Sokoto
  - Anna Nasierowska-Guttmejer, polska patolog, onkolog
  - Pawieł Polan, rosyjski geograf, historyk, pisarz, tłumacz
  - Herbert Reul, niemiecki polityk, eurodeputowany
- 1 września:
  - Abel Braga, brazylijski piłkarz, trener
  - Benjamín Monterroso, gwatemalski piłkarz, trener
  - Clemente Rojas, kolumbijski bokser
- 2 września:
  - Jimmy Connors, amerykański tenisista
  - Egidijus Klumbys, litewski neurochirurg, wykładowca akademicki, samorządowiec, polityk
  - Earl Pomeroy, amerykański polityk
  - Mike Winter, amerykański piłkarz, bramkarz pochodzenia austriackiego
- 3 września:
  - Ekkehard Fasser, szwajcarski bobsleista (zm. 2021)
  - Stefan Szczygłowski, polski poeta, prozaik
- 4 września:
  - Alan Blumenfeld, amerykański aktor
  - Piotr Piasecki, polski jeździec sportowy, trener
  - Sugar Ray Seales, amerykański bokser
  - Maria Zaucha, polska siatkarka
- 5 września:
  - Christopher Beazley, brytyjski polityk
  - Vidhu Vinod Chopra, indyjski reżyser, producent i scenarzysta filmowy
  - Barbara Dunin-Kęplicz, polska naukowiec, nauczyciel akademicki i profesor nauk technicznych
- 6 września:
  - Dominik Graf, niemiecki aktor, reżyser i scenarzysta filmowy
  - Vytautas Rastenis, litewski agronom, polityk
- 7 września:
  - Iwona Bielska, polska aktorka
  - Bruno Vicino, włoski kolarz szosowy i torowy
- 8 września:
  - Eli Aflalo, izraelski polityk
  - Vincent Bouvier, francuski polityk
  - Jorgos Dimitrakopulos, grecki polityk
- 9 września:
  - Manuel Göttsching, niemiecki gitarzysta, członek zespołu Ash Ra Tempel (zm. 2022)
  - Józef Makosz, polski nauczyciel, przedsiębiorca, samorządowiec, prezydent Rybnika
  - Lee Morin, amerykański astronauta
  - David A. Stewart, brytyjski muzyk, producent nagrań, kompozytor, wokalista, gitarzysta
- 10 września:
  - Paulo Betti, brazylijski aktor, reżyser i producent filmowy
  - Bruno Giacomelli, włoski kierowca wyścigowy
  - Margitta Pufe, niemiecka lekkoatletka, kulomiotka i dyskobolka
- 11 września:
  - Antoni Leon Dawidowicz, polski matematyk (zm. 2022)
  - Józef Fortuna, polski polityk, lekarz, poseł na Sejm RP
  - Klaus-Peter Hildenbrand, niemiecki lekkoatleta, długodystansowiec
  - Piotr Kocąb, polski trener piłkarski
  - Miroslav Mikolášik, słowacki polityk
- 12 września:
  - Gerry Beckley, amerykański muzyk, członek zespołu America
  - Neil Peart, kanadyjski perkusista, członek zespołu Rush (zm. 2020)
- 13 września:
  - Christine Estabrook, amerykańska aktorka
  - Ingrid Gfölner, austriacka narciarka alpejska
  - Stanisław Kłosowski, polski biolog
  - Patrick O’Leary, amerykański pisarz science fiction i fantasy
  - Johanna Schaller, niemiecka lekkoatletka, płotkarka
  - Marian Stala, polski krytyk i historyk literatury
- 14 września:
  - Ryszard Gajewski, polski aktor
  - Zygmunt Karczewski, polski rolnik, polityk, poseł na Sejm kontraktowy
  - Zbigniew Kotecki, polski reżyser i operator filmów animowanych, fotografik, pedagog
  - Tadeusz Kuder, polski biolog, wykładowca akademicki
  - César Antonio Molina, hiszpański dziennikarz, poeta, prozaik, polityk
  - Minczo Nikołow, bułgarski wioślarz
  - Jean Sévillia, francuski dziennikarz i pisarz katolicki pochodzenia hiszpańskiego
  - Jindřich Svoboda, czeski piłkarz
- 15 września:
  - Tadeusz Berej, polski żużlowiec
  - Sukhee Kang, amerykański polityk pochodzenia koreańskiego
  - Constancio Miranda Weckmann, meksykański duchowny katolicki, arcybiskup Chihuahua
- 16 września:
  - Fatos Nano, albański polityk, premier Albanii
  - Česlovas Laurinavičius, litewski historyk i politolog, wykładowca
  - Mickey Rourke, amerykański aktor, scenarzysta filmowy
  - Peter Zoller, austriacki fizyk
- 17 września:
  - Tomasz Borkowy, polski aktor
  - Krzysztof Kołbasiuk, polski aktor (zm. 2006)
  - Edward Lasok, polski inżynier, samorządowiec, prezydent Mysłowic
  - Teresa Lubińska, polska ekonomistka, polityk, minister finansów
- 18 września:
  - Ton Buunk, holenderski piłkarz wodny
  - Monika Debertshäuser, niemiecka biegaczka narciarska
  - József Pálinkás, węgierski fizyk jądrowy, polityk
  - Aleksandr Zamołodczikow, rosyjski fizyk
- 19 września:
  - Guy Consolmagno, amerykański jezuita, planetolog, astronom, popularyzator nauki
  - Gunnar Hökmark, szwedzki ekonomista, polityk
  - Henry Kaiser, amerykański gitarzysta, kompozytor
  - Andrzej Kozioł, polski samorządowiec, polityk, poseł na Sejm RP
  - Kazimierz Madej, polski malarz, reżyser, aktor, kabareciarz,
  - Krzysztof Myszkowski, polski tenisista, pisarz
  - Nile Rodgers, amerykański gitarzysta, kompozytor, autor tekstów, producent muzyczny, członek zespołu Chic
- 20 września:
  - Michał Karalus, polski polityk i kulturoznawca, starosta pleszewski (2002–2014)
  - Grażyna Rabsztyn, polska lekkoatletka, płotkarka
  - Manuel Zelaya, honduraski polityk
- 21 września:
  - Krzysztof Brzeziński, polski przedsiębiorca, polityk, poseł na Sejm RP (zm. 2021)
  - Ali Fergani, algierski piłkarz, trener
  - Jan Olbrycht, polski polityk, eurodeputowany
  - Dominique Rey, francuski duchowny katolicki, biskup Fréjus-Toulon
  - Reijo Ståhlberg, fiński lekkoatleta, kulomiot
  - Marc Verwilghen, belgijski i flamandzki polityk
- 22 września:
  - Bob Goodlatte, amerykański polityk, kongresmen ze stanu Wirginia
  - John L. Hennessy, amerykański przedsiębiorca
  - Oliver Mtukudzi, zimbabweński piosenkarz (zm. 2019)
  - Joaquín Pertiñez Fernández, hiszpański duchowny katolicki, biskup diecezjalny Rio Branco
  - Santiago Santamaría, argentyński piłkarz (zm. 2013)
  - Barbara Sudnik-Wójcikowska, polska botaniczka, ekolożka i geografka roślin
  - Anna Szałapak, polska etnolog, piosenkarka (zm. 2017)
- 23 września:
  - Elisabeth Demleitner, niemiecka saneczkarka
  - Guilherme d’Oliveira Martins, portugalski prawnik, urzędnik państwowy, polityk
- 24 września:
  - Ivan David, czeski psychiatra, polityk
  - Joseph P. Kennedy II, amerykański polityk
  - Annegret Kroniger, niemiecka lekkoatletka, sprinterka
  - Jaume Llibre, hiszpański matematyk
  - Dorota Szwarcman, polska publicystka i krytyk muzyczny
  - Jerzy Tolak, polski menedżer muzyczny
  - Andrzej Wróbel, polski naukowiec
- 25 września:
  - Ray Clarke, angielski piłkarz
  - Colin Friels, australijski aktor
  - Carlo Montano, włoski florecista
  - Christopher Reeve, amerykański aktor, reżyser i pisarz (zm. 2004)
  - Paweł Susid, polski malarz, rysownik, projektant i pedagog
  - Gloria Jean Watkins, amerykańska pisarka, poetka, feministka (zm. 2021)
- 26 września:
  - Taito Phillip Field, nowozelandzki polityk pochodzenia samoańskiego (zm. 2021)
  - Rafał Grupiński, polski historyk, wykładowca akademicki, animator kultury, krytyk literacki, publicysta, wydawca, przedsiębiorca, polityk, poseł na Sejm RP
  - Bogdan Słomiński, polski aktor
  - Eduardo Tornaghi, brazylijski aktor
  - George Wood, szkocki piłkarz, bramkarz
  - Yun Yeong-nae, południowokoreańska siatkarka
- 27 września:
  - Liam Aylward, irlandzki polityk
  - Mirosław Ryszard Makowski, polski projektant, fotograf, dziennikarz, bloger
  - Dumitru Prunariu, rumuński generał-major lotnictwa, kosmonauta
- 28 września:
  - Christopher Buckley, amerykański pisarz i satyryk
  - Michael Gorō Matsuura, japoński duchowny, biskup Nagoi
  - Sylvia Kristel, holenderska aktorka i modelka (zm. 2012)
- 29 września:
  - Fernando Filograna, włoski duchowny katolicki, biskup Nardò-Gallipoli
  - Jerzy Makula, polski pilot szybowcowy
  - Monika Zehrt, niemiecka lekkoatletka, sprinterka
- 30 września:
  - John Finn, amerykański aktor
  - Jürgen Glowacz, niemiecki piłkarz
  - Jacek Pałasiński, polski teatrolog, dziennikarz
  - Małgorzata Wiązkowska, polska koszykarka
- 1 października:
  - Anatolij Bajdaczny, rosyjski piłkarz, trener
  - Athol Earl, nowozelandzki wioślarz
  - Olga Miniejewa, rosyjska lekkoatletka, biegaczka średniodystansowa
- 2 października:
  - Janis Damanakis, grecki piłkarz
  - Janusz Olejniczak, polski pianista, pedagog (zm. 2024)
  - Robin Riker, amerykańska aktorka
  - Jan Švejnar, czeski ekonomista, polityk
- 3 października – Natalia Mărășescu, rumuńska lekkoatletka, biegaczka średnio- i długodystansowa
- 4 października:
  - Kirsten Cooke, brytyjska aktorka
  - Angela Coughlan, kanadyjska pływaczka (zm. 2009)
  - Petkana Makaweewa, bułgarska koszykarka
  - Gerhard Schindler, niemiecki prawnik, polityk
  - Tawadros II, patriarcha Koptyjskiego Kościoła Ortodoksyjnego
  - Joseph Werth, rosyjski duchowny katolicki pochodzenia niemieckiego, biskup Nowosybirska
- 5 października:
  - Clive Barker, brytyjski pisarz, reżyser i producent filmowy
  - Harold Faltermeyer, niemiecki muzyk, kompozytor, producent muzyczny
  - Maya Hanoomanjee, maurytyjska polityczka
  - Imran Khan, pakistański polityk, premier Pakistanu
  - Dominik Kuta, polski gitarzysta, multiinstrumentalista, wokalista, kompozytor, członek zespołów Czerwone Gitary, Bractwo Kurkowe 1791, Grupa Dominika i Quorum (zm. 2023)
  - Emomali Rahmon, tadżycki polityk, prezydent Tadżykistanu
  - Tamara Sorbian, polska reżyserka, scenarzystka i producentka filmowa i dokumentalna, autorka filmów animowanych (zm. 2020)
- 6 października:
  - Jerzy Engel, polski trener piłkarski
  - Władimir Gusinski, rosyjski potentat mediowy
  - Joseph Kalathiparambil, indyjski duchowny katolicki, arcybiskup metropolita Werapoly
  - John Pezza, włoski szermierz
- 7 października:
  - Mary Badham, amerykańska aktorka
  - Martine Billard, francuska polityk
  - Ralf Edström, szwedzki piłkarz
  - Donald Machholz, amerykański astronom (zm. 2022)
  - Władimir Putin, rosyjski prawnik, funkcjonariusz KGB, polityk, prezydent i premier Rosji
  - Jerzy Skrobecki, polski trener siatkówki
  - Marek Zieliński, polski polityk, samorządowiec, poseł na Sejm RP
- 8 października:
  - Ryszard Chlebuś, polski aktor
  - Anna Javorková, słowacka aktorka
  - Jan Marijnissen, holenderski polityk
  - Czesław Siekierski, polski ekonomista, polityk, wiceminister rolnictwa, poseł na Sejm RP, eurodeputowany
  - Edward Zwick, amerykański reżyser i producent filmowy
- 9 października:
  - Andrew George, brytyjski polityk, dyplomata, gubernator Anguilli
  - Egidijus Jarašiūnas, litewski prawnik, polityk, sędzia Trybunału Sprawiedliwości Unii Europejskiej
  - Sharon Osbourne, brytyjska aktorka, osobowość telewizyjna, menedżerka muzyczna pochodzenia żydowskiego
  - Dennis Stratton, brytyjski gitarzysta, członek zespołów: Remus Down Boulevard, Iron Maiden, Lionheart i Praying Mantis
- 10 października:
  - Jan Faltyn, polski kolarz torowy i szosowy
  - Werner Hug, szwajcarski szachista
  - Miguel Ángel Neira, chilijski piłkarz
  - Janusz Sybis, polski piłkarz
- 11 października:
  - João Francisco Salm, brazylijski duchowny katolicki, biskup Tubarão
  - Bogusława Tomasiak, polska wioślarka, trenerka
- 12 października:
  - Arkadiusz Blachowski, polski artysta fotograf
  - Andrzej Kunert, polski historyk
  - Joseph Ponniah, lankijski duchowny katolicki, biskup Batticaloa (zm. 2025)
  - Marek Zaleski, polski krytyk literacki, eseista, publicysta
- 13 października:
  - Beverly Johnson, amerykańska modelka, aktorka
  - John Lone, amerykański aktor filmowy pochodzenia chińskiego
- 14 października:
  - Tadeusz Komendant, polski pisarz, krytyk literacki, tłumacz (zm. 2019)
  - Urszula Prasek, polska lekkoatletka, biegaczka średnio- i długodystansowa
  - Kaija Saariaho, fińska kompozytorka (zm. 2023)
- 15 października:
  - Bożena Czerny, polska astronom
  - Vahid Halilhodžić, bośniacki piłkarz, trener
  - Jadwiga Saganowska, polska lekkoatletka, oszczepniczka
- 16 października:
  - Wojciech Borowiak, polski trener judo
  - Christopher Cox, amerykański polityk
  - Tomasz Wierzbicki, polski poeta, regionalista, animator kultury (zm. 1989)
- 17 października – Jochen Bachfeld, niemiecki bokser
- 18 października:
  - Chuck Lorre, amerykański scenarzysta, kompozytor, producent i reżyser filmowy
  - Antoni Ryniecki, polski biotechnolog i technolog żywności
  - Józef Wróbel, polski duchowny katolicki, biskup helsiński, biskup pomocniczy lubelski
- 19 października:
  - Marie-Christine Arnautu, francuska działaczka samorządowa, polityk
  - Verónica Castro, meksykańska aktorka
  - Włodzisław Giziński, polski lekarz, samorządowiec, wicemarszałek kujawsko-pomorski
  - Aldo Haïk, francuski szachista, dziennikarz
- 20 października:
  - Dalia Itzik, izraelska polityk
  - Angelika Noack, niemiecka wioślarka
  - Josef Váňa, czeski dżokej
- 21 października:
  - Mehdi Charef, francuski reżyser filmowy pochodzenia algierskiego
  - Patti Davis, amerykańska pisarka
  - Marc Dolez, francuski polityk
  - Leonid Mosiejew, rosyjski lekkoatleta, długodystansowiec
  - Oldřich Navrátil, czesk1 aktor
  - Szymon Plewik, polski matematyk
- 22 października:
  - Władimir Ałganow, rosyjski agent wywiadu
  - Nel van Dijk, holenderska polityk
  - Jeff Goldblum, amerykański aktor, producent i reżyser filmowy pochodzenia żydowskiego
  - John Howard, australijski aktor
  - Mircea Sandu, rumuński piłkarz
  - Pedro Soto, meksykański piłkarz, bramkarz
  - Andrzej Supron, polski zapaśnik
- 23 października:
  - Winicjusz Chróst, polski gitarzysta, członek zespołu Breakout (zm. 2020)
  - Władysław Kielian, polski związkowiec, polityk, poseł na Sejm RP
  - Sławomir Musiej, polski samorządowiec
- 24 października:
  - Grzegorz Boguta, polski wydawca
  - Władysław Husejko, polski polityk, samorządowiec, marszałek województwa zachodniopomorskiego (zm. 2012)
  - Tania Libertad, peruwiańska piosenkarka
  - Wojciech Rudy, polski piłkarz, sędzia piłkarski
  - Włodzimierz Stępień, polski polityk, poseł na Sejm V kadencji, prezydent Kielc w latach 1998–2002
  - David Weber, amerykański pisarz science fiction i fantasy
- 25 października:
  - Maciej Gołąb, polski muzykolog
  - Konstanty Kaiszauri, polski szachista pochodzenia gruzińskiego
  - Orit Noked, izraelska prawnik, polityk
  - Myriam Spiteri Debono, maltańska polityk, prezydent Malty
- 26 października:
  - Leszek Benke, polski aktor (zm. 2021)
  - Lars Peter Hansen, amerykański ekonomista, laureat Nagrody Banku Szwecji im. Alfreda Nobla w dziedzinie ekonomii
  - Lazar Ristovski, serbski reżyser filmowy, aktor
  - William Joseph Wright, australijski duchowny katolicki, biskup Maitland-Newcastle (zm. 2021)
- 27 października:
  - Roberto Benigni, włoski aktor, reżyser filmowy
  - Francis Fukuyama, amerykański politolog, filozof, ekonomista
  - Krzysztof Kwiatkowski, polski pedagog, propagator sztuki przetrwania
  - Ted Wass, amerykański aktor
- 28 października:
  - Jörgen Augustsson, szwedzki piłkarz, trener
  - Annie Potts, amerykańska aktorka
- 29 października:
  - Marcia Fudge, amerykańska polityk, kongreswoman
  - Netumbo Nandi-Ndaitwah, namibijska polityk, prezydent Namibii
  - Walerij Tokariew, rosyjski pułkownik, pilot wojskowy, kosmonauta
  - Oleg Zakirow, rosyjski major KGB, publicysta pochodzenia uzbeckiego (zm. 2017)
- 30 października:
  - Romuald Knasiecki, polski żeglarz, bojerowiec
  - Dalip Tahil, indyjski aktor
- 31 października:
  - Urs Schwaller, szwajcarski polityk
  - Franz-Josef Tenhagen, niemiecki piłkarz, trener
- 1 listopada:
  - Ludmiła Czernyszowa, rosyjska siatkarka
  - Ryszard Kosowski, polski polityk, samorządowiec, poseł na Sejm RP, burmistrz Chrzanowa
  - Krzysztof Simon, polski lekarz
- 2 listopada:
  - David Andrews, amerykański aktor
  - Giovanna Corda, belgijska polityk pochodzenia włoskiego
  - Edmond Djitangar, czadyjski duchowny katolicki, arcybiskup Ndżameny
  - Ron Lee, amerykański koszykarz
  - Krystyna Pulczyńska, polska lekkoatletka, skoczkini w dal
  - Ryszard Sarkowicz, polski prawnik, dyplomata (zm. 2021)
  - Andrzej Terlecki, polski działacz opozycji antykomunistycznej, działacz społeczny, polityk, poseł na Sejm RP (zm. 2012)
- 3 listopada:
  - Roseanne Barr, amerykańska aktorka
  - Jim Cummings, amerykański aktor głosowy, piosenkarz
  - Jerzy Głybin, polski aktor
  - David Ho, amerykański naukowiec pochodzenia tajwańskiego
  - Maria Prus, polska zootechnik, polityk, poseł na Sejm PRL
  - José Edson Santana de Oliveira, brazylijski duchowny katolicki, biskup Eunápolis
  - Przemysław Skwirczyński, polski operator filmowy
  - Iwanka Wenkowa, bułgarska lekkoatletka, sprinterka
- 4 listopada:
  - Hanna Gronkiewicz-Waltz, polska prawnik, polityk, działaczka samorządowa, prezes NBP, wiceprezes EBOiR, poseł na Sejm RP, prezydent Warszawy
  - Carlos Gutierrez, amerykański przedsiębiorca, polityk pochodzenia kubańskiego
  - Jeff Lorber, amerykański klawiszowiec, kompozytor, producent muzyczny
  - Modibo Sidibé, malijski polityk, premier Mali
- 5 listopada:
  - Ołeh Błochin, ukraiński piłkarz, trener
  - Cyryl Klimowicz, polski duchowny katolicki, biskup diecezji Świętego Józefa w Irkucku
  - Vandana Shiva, indyjska fizyk, ekolog, publicystka
  - Bill Walton, amerykański koszykarz (zm. 2024)
- 6 listopada:
  - Michael Cunningham, amerykański pisarz
  - Tommy Finney, północnoirlandzki piłkarz
  - Michał Praszak, polski szachista
- 7 listopada:
  - Franco Bonanini, włoski polityk
  - David Petraeus, amerykański generał
  - Karin Riis-Jørgensen, duńska prawnik, polityk
- 8 listopada:
  - Jan Raas, holenderski kolarz szosowy i torowy
  - Steven Raica, amerykański duchowny katolicki, biskup Gaylord
  - Maria Szeliga, polska łuczniczka
  - Alfre Woodard, amerykańska aktorka
- 9 listopada:
  - Sherrod Brown, amerykański polityk, senator ze stanu Ohio
  - Mike Flanagan, angielski piłkarz, trener
  - Jack W. Szostak, amerykański genetyk pochodzenia polskiego, laureat Nagrody Nobla
- 10 listopada:
  - Marco Arnolfo, włoski duchowny katolicki, arcybiskup Vercelli
  - Marek Goliszewski, polski działacz gospodarczy (zm. 2022)
  - Bogdan Lis, polski działacz opozycji antykomunistycznej polityk, poseł na Sejm RP
  - Lidia Morawska, polska fizyczka
  - Ben Villaflor, filipiński bokser
- 11 listopada:
  - Andrzej Golejewski, polski aktor
  - Zbigniew Gołąbek, polski nauczyciel, polityk, senator RP
  - Kama Sywor Kamanda, kongijski prozaik, poeta, dramaturg, gawędziarz
  - Christopher Loeak, polityk z Wysp Marshalla, prezydent
  - Anna Olejnicka-Górczewska, polska polityk, rolnik, senator RP
  - Mohan Patel, nowozelandzki hokeista na trawie
  - Gerhard Stolle, niemiecki lekkoatleta, średniodystansowiec
  - Tadeusz Wojtkowiak, polski rolnik, polityk, poseł na Sejm RP
- 12 listopada:
  - Ernie Fletcher, amerykański polityk
  - Mirosław Konarowski, polski aktor
  - Ján Kubiš, słowacki polityk, dyplomata
  - Wiaczesław Zajcew, rosyjski siatkarz (zm. 2023)
- 13 listopada:
  - Andrzej Bratkowski, polski ekonomista
  - Carol Connors, amerykańska aktorka pornograficzna
  - Merrick Garland, amerykański prawnik
  - Art Malik, brytyjski aktor pochodzenia pakistańskiego
  - Elżbieta Tosza, polska dziennikarka, publicystka
- 14 listopada:
  - Kunchan, indyjski aktor
  - Maria Kliegel, niemiecka wiolonczelistka
  - Chris Noonan, australijski scenarzysta i reżyser filmowy
  - Bożena Zientarska, polska lekkoatletka, sprinterka
- 15 listopada:
  - Lesław Maleszka, polski dziennikarz
  - Antonella Ruggiero, włoska piosenkarka
- 16 listopada:
  - Candas Jane Dorsey, kanadyjska pisarka science fiction
  - Shigeru Miyamoto, japoński projektant gier komputerowych
  - David B. Weishampel, amerykański paleontolog
- 17 listopada:
  - Miroslava Němcová, czeska polityk
  - Cyril Ramaphosa, południowoafrykański prawnik, polityk, wiceprezydent RPA
- 18 listopada:
  - Aleksander Jurewicz, polski pisarz
  - Delroy Lindo, brytyjski aktor
  - John Parr, brytyjski muzyk
- 19 listopada – Elżbieta Rogala-Kończak, polska działaczka samorządowa, burmistrz Rumi (zm. 2024)
- 20 listopada:
  - Jerzy Gosiewski, polski leśnik, polityk, poseł na Sejm RP
  - Jan Piekło, polski dziennikarz, dyplomata
  - Luis Planas, hiszpański prawnik, dyplomata, polityk
  - Tomasz Polak, polski teolog
  - Anna Siwik, polska naukowiec historii najnowszej, prorektor AGH
  - Walerij Wostrotin, rosyjski generał pułkownik wojsk powietrznodesantowych, polityk (zm. 2024)
- 21 listopada:
  - Lorna Luft, amerykańska aktorka, wokalistka pochodzenia żydowskiego
  - Kamran Shirazi, irański szachista
- 22 listopada:
  - Jorge Fossati, urugwajski piłkarz, bramkarz, trener
  - Małgorzata Gersdorf, polska prawniczka, pierwsza prezes Sądu Najwyższego
  - Lydie Polfer, luksemburska prawnik, polityk
- 23 listopada:
  - Ladislav Lučenič, słowacki muzyk, kompozytor, producent muzyczny, członek zespołów: Modus i Limit(inne języki)
  - Mário Marquez, brazylijski duchowny katolicki, biskup Joaçaby
- 24 listopada:
  - Marek Bieńkowski, polski poeta
  - Rachel Chagall, amerykańska aktorka
  - Eamonn Coghlan, irlandzki lekkoatleta, średnio- i długodystansowiec, polityk
  - Karl Engel, szwajcarski piłkarz, bramkarz, trener
  - Norbert Haug, niemiecki dziennikarz, menedżer sportowy Mercedes-Benz
  - Thierry Lhermitte, francuski aktor, scenarzysta i producent filmowy
  - Joe Natuman, vanuacki polityk, premier Vanuatu
  - Idzi Panic, polski historyk, wykładowca akademicki
  - Ulrich Seidl, austriacki reżyser, scenarzysta i producent filmowy
- 25 listopada:
  - Stanisław Krupowicz, polski kompozytor
  - Gabriele Oriali, włoski piłkarz
  - Krystyna Slany, polska socjolog
  - Mieczysław Stachowiak, polski generał
- 26 listopada:
  - Francesca Marinaro, włoska dziennikarka, polityk
  - Wendy Turnbull, australijska tenisistka
- 27 listopada:
  - Daryl Stuermer, amerykański gitarzysta, członek zespołu Genesis
  - James Wetherbee, amerykański astronauta
- 28 listopada:
  - Pat Cox, irlandzki dziennikarz, polityk, przewodniczący Parlamentu Europejskiego
  - Barbara Tadros, polska siatkarka, trenerka
  - David Zindell, amerykański pisarz science fiction i fantasy
- 29 listopada:
  - John D. Barrow, brytyjski fizyk teoretyk, pisarz popularnonaukowy (zm. 2020)
  - Pedro Damián, meksykański aktor, reżyser i producent filmowy
  - Jeff Fahey, amerykański aktor, producent filmowy i telewizyjny
  - Jerzy Kochan, polski filozof, socjolog, antropolog kulturowy
  - Henryk Opilo, polski polityk, poseł na Sejm I kadencji (zm. 2021)
  - Czesław Stanjek, polski zapaśnik, trener
- 30 listopada:
  - Michèle Gurdal, belgijska tenisistka
  - Mandy Patinkin, amerykański aktor
  - Dick Schoenaker, holenderski piłkarz
- 1 grudnia:
  - Andrzej Sakson, polski socjolog
  - Rick Scott, amerykański polityk, senator ze stanu Floryda
  - Amund Sjøbrend, norweski łyżwiarz szybki
- 2 grudnia:
  - Ahmad Ubajd ibn Daghr, jemeński polityk, premier Jemenu
  - José Antonio Fernández Hurtado, meksykański duchowny katolicki, arcybiskup Durango
  - Ulrich Karnatz, niemiecki wioślarz
  - Peter Kingsbery, amerykański muzyk, wokalista, autor tekstów i multiinstrumentalista
  - Andreas Mölzer, austriacki dziennikarz, polityk
  - Visar Zhiti, albański dziennikarz, poeta, prozaik, tłumacz
- 3 grudnia:
  - Argemiro de Azevedo, brazylijski duchowny katolicki, biskup Assis
  - Jan Szmidt, polski elektronik
- 4 grudnia:
  - Awi Dichter, izraelski polityk
  - Adam Hamrol, polski inżynier, wykładowca akademicki
  - Barbara Łatko, polska lekkoatletka, oszczepniczka
  - Zygmunt Olbryt, polski polityk, poseł na Sejm PRL
  - Heinz Strobl, austriacki muzyk new age
  - Georgi Todorow, bułgarski sztangista
- 5 grudnia:
  - Stanisław Biniak, polski chemik
  - Robert C. Martin, amerykański programista
  - Stojan Stalew, bułgarski prawnik, pedagog, polityk, dyplomata
- 6 grudnia – Christian Kulik, niemiecki piłkarz pochodzenia polskiego
- 7 grudnia:
  - Dorota Bromberg, szwedzka wydawczyni pochodzenia żydowskiego
  - Susan Collins, amerykańska polityk, senator ze stanu Maine
  - Adam Otręba, polski gitarzysta, członek zespołów: Dżem i Kwadrat
  - Amanda Vanstone, australijska polityk
- 8 grudnia:
  - Javier Cárdenas, meksykański piłkarz
  - Greg Collins, amerykański futbolista, aktor
- 9 grudnia:
  - Michael Dorn, amerykański aktor
  - Ludovick Minde, tanzański duchowny katolicki, biskup Kahamy
- 10 grudnia – Susan Dey, amerykańska aktorka
- 11 grudnia:
  - Beata Dziadura, polska wioślarka
  - Thomas Gumpert, niemiecki aktor (zm. 2021)
- 12 grudnia:
  - Kazimierz Brakoniecki, polski poeta, eseista, tłumacz
  - Sarah Douglas, brytyjska aktorka
  - Piotr Knop, polski operator dźwięku
  - Frank Schwalbe-Hoth, niemiecki polityk
- 13 grudnia:
  - Halina Jaworski, polska malarka abstrakcyjna
  - Larry Kenon, amerykański koszykarz
  - Agnieszka Mostowska, polska biolog
  - Bogusław Mróz, polski fizyk
  - Wacław Rapak, polski romanista
- 14 grudnia:
  - Andrzej Dzięga, polski duchowny katolicki, biskup sandomierski, arcybiskup metropolita szczecińsko-kamieński
  - John Lurie, amerykański saksofonista, aktor, malarz
- 15 grudnia:
  - Lee Aronsohn, amerykański scenarzysta i producent filmowy
  - Allan Simonsen, duński piłkarz
  - Julie Taymor, amerykańska reżyserka filmowa, teatralna i operowa
  - Giacomo Vismara, włoski kierowca rajdowy
- 16 grudnia:
  - Zdzisław Bełka, polski geolog, geochemik
  - Francesco Graziani, włoski piłkarz, trener
  - Małgorzata Hendrykowska, polska historyk filmu
  - Jorge Luis Pinto, kolumbijski piłkarz, trener
  - Cheryl Toussaint, amerykańska lekkoatletka, sprinterka i biegaczka średniodystansowa
- 17 grudnia:
  - Hans Alders, holenderski polityk
  - Jochen Bachfeld, niemiecki bokser
  - Charlotte Schwab, szwajcarska aktorka
- 18 grudnia:
  - Krystyna Janda, polska aktorka, reżyserka, prozaiczka, felietonistka, piosenkarka
  - Dina Joffe, łotewska pianistka
  - Bettina Rheims, francuska fotografka
  - Czesław Tobolski, polski trener siatkarski
- 20 grudnia:
  - Jenny Agutter, brytyjska aktorka, piosenkarka
  - Lee Nak-yon, południowokoreański polityk, premier Korei Południowej
- 21 grudnia:
  - Dennis Boutsikaris, amerykański aktor
  - Zbigniew Cichoń, polski polityk
  - Maurice Monier, francuski duchowny katolicki, pro-dziekan Roty Rzymskiej
- 22 grudnia:
  - Uri Ari’el, izraelski polityk
  - Raúl Isiordia, meksykański piłkarz
  - Sandra Kalniete, łotewska polityk
- 23 grudnia:
  - Hans Abrahamsen, duński kompozytor
  - Syed Nayyer Hussain Bokhari, pakistański prawnik, polityk
  - Muhammed Zafar Iqbal, banglijski fizyk, pisarz, publicysta
  - David Loebsack, amerykański polityk
  - Frantz Mathieu, haitański piłkarz
  - Grażyna Zielińska, polska aktorka
- 24 grudnia:
  - Peter Christensen, amerykański duchowny katolicki, biskup Boise City
  - Bruno Cipolla, włoski wioślarz, sternik
  - Anastase Mutabazi, rwandyjski duchowny katolicki, biskup Kabgayi
  - Hilkka Riihivuori, fińska biegaczka narciarska
- 25 grudnia:
  - Desireless, francuska piosenkarka
  - Marek Kotarba, polski ceramik, rzeźbiarz, malarz, rysownik, grafik
  - CCH Pounder, amerykańska aktorka
  - Elżbieta Romero, polska polityk, poseł na Sejm RP (zm. 2011)
- 26 grudnia:
  - Aleksandr Ankwab, abchaski polityk, premier i prezydent nieuznawanej Republiki Abchazji
  - Cleopas Dlamini, suazyjski polityk, premier Eswatini
  - Joachim Dreifke, niemiecki wioślarz
  - John Martin Fischer, amerykański filozof
- 27 grudnia:
  - Tovah Feldshuh, amerykańska aktorka pochodzenia żydowskiego
  - David Knopfler, brytyjski gitarzysta, wokalista, członek zespołu Dire Straits
- 28 grudnia:
  - Antonio Mura, włoski duchowny katolicki, biskup Lanusei
  - Mária Zakariás, węgierska kajakarka
- 29 grudnia:
  - Joe Lovano, amerykański saksofonista jazzowy, kompozytor
- 30 grudnia:
  - Raül García Paolicchi, andorski szachista, trener
  - Cécile La Grenade, grenadyjska polityk
- 31 grudnia:
  - Vaughan Jones, nowozelandzki matematyk (zm. 2020)
  - José de Lanza Neto, brazylijski duchowny katolicki, biskup Guaxupé
- data dzienna nieznana: 
  - Henryk Domański, polski socjolog
  - Daniel Fried, amerykański polityk i dyplomata
  - Włodzimierz Gut, polski biolog
  - Krzysztof Jasiewicz, polski historyk
  - Kazimierz Nowaczyk, polski naukowiec
  - Marek Majewski, polski autor, kompozytor, poeta, satyryk i felietonista
  - Paweł Olechnowicz, polski menadżer
  - Adam Panek, artysta grafik, linorytnik, doktor habilitowany nauk o sztuce, członek Związku Polskich Artystów Plastyków
  - Andrzej Podkański, polski malarz i wykładowca akademicki
  - Mieczysław Wądołowski, członek zespołu Czerwone Gitary
  - Rudolf Zioło, polski reżyser teatralny

## Zdarzenia astronomiczne
- 25 lutego – całkowite zaćmienie Słońca

## Nagrody Nobla
- z fizyki – Felix Bloch, Edward Purcell
- z chemii – Archer Martin, Richard Synge
- z medycyny – Selman Waksman
- z literatury – François Mauriac
- nagroda pokojowa – Albert Schweitzer

## Święta ruchome
- Tłusty czwartek: 21 lutego
- Ostatki: 26 lutego
- Popielec: 27 lutego
- Niedziela Palmowa: 6 kwietnia
- Pamiątka śmierci Jezusa Chrystusa: 10 kwietnia
- Wielki Czwartek: 10 kwietnia
- Wielki Piątek: 11 kwietnia
- Wielka Sobota: 12 kwietnia
- Wielkanoc: 13 kwietnia
- Poniedziałek Wielkanocny: 14 kwietnia
- Wniebowstąpienie Pańskie: 22 maja
- Zesłanie Ducha Świętego: 1 czerwca
- Boże Ciało: 12 czerwca